# Дасин
Даси́н (кит. упр. 大兴, пиньинь Dàxīng) — район городского подчинения города центрального подчинения Пекин (КНР). Расположен к югу от урбанизированной части города.

## География
Дасин расположен в южной части Пекина. На востоке и северо-востоке граничит с районом Тунчжоу, на северо-востоке — с районом Чаоян, на северо-западе — с районом Фэнтай, на западе — с районом Фаншань, на юге — с провинцией Хэбэй.
Вдоль берегов реки Юндинхэ гнездятся береговые ласточки.

## История
Поселения на территории современного Дасина существовали уже с эпохи династии Восточная Хань. При чжурчжэньской империи Цзинь в 1154 году существовавший здесь округ Юнъань был преобразован в округ Дасин. При последующих китайских государствах в этих местах существовал уезд Дасин. В 1928 году он был включён в состав провинции Хэбэй, однако его административный центр — деревня Хуанцунь — находилась на территории Пекина. 
После образования КНР в 1949 году уезд Дасин вошёл в состав Специального района Тунсянь (通县专区). В 1958 году Специальный район Тунсянь был расформирован, а уезд Дасин был включён в состав Пекина и, объединившись с районом Наньвань, образовал район Дасин. В 1960 году район Дасин был переименован в уезд Дасин. 
Во время Культурной революции 27—31 августа 1966 года в уезде произошла Дасинская резня, в результате которой погибли около 325 человек. В 2001 году Дасин вновь стал городским районом. В декабре 2010 года были введены в эксплуатацию линии метро Дасин и Ичжуан. В ноябре 2017 года в Дасине в результате пожара в многоквартирном доме погибли 19 человек. 
В декабре 2018 года в районе открылось движение по южной секции 8-й линии метро. В сентябре 2019 года открылись международный аэропорт Пекин Дасин и линия метро, соединившая его с районом Фэнтай. В 2020—2023 годах вокруг аэропорта была построена зона развития с центром выставок и конгрессов, отелями и торговыми центрами.

## Административное деление

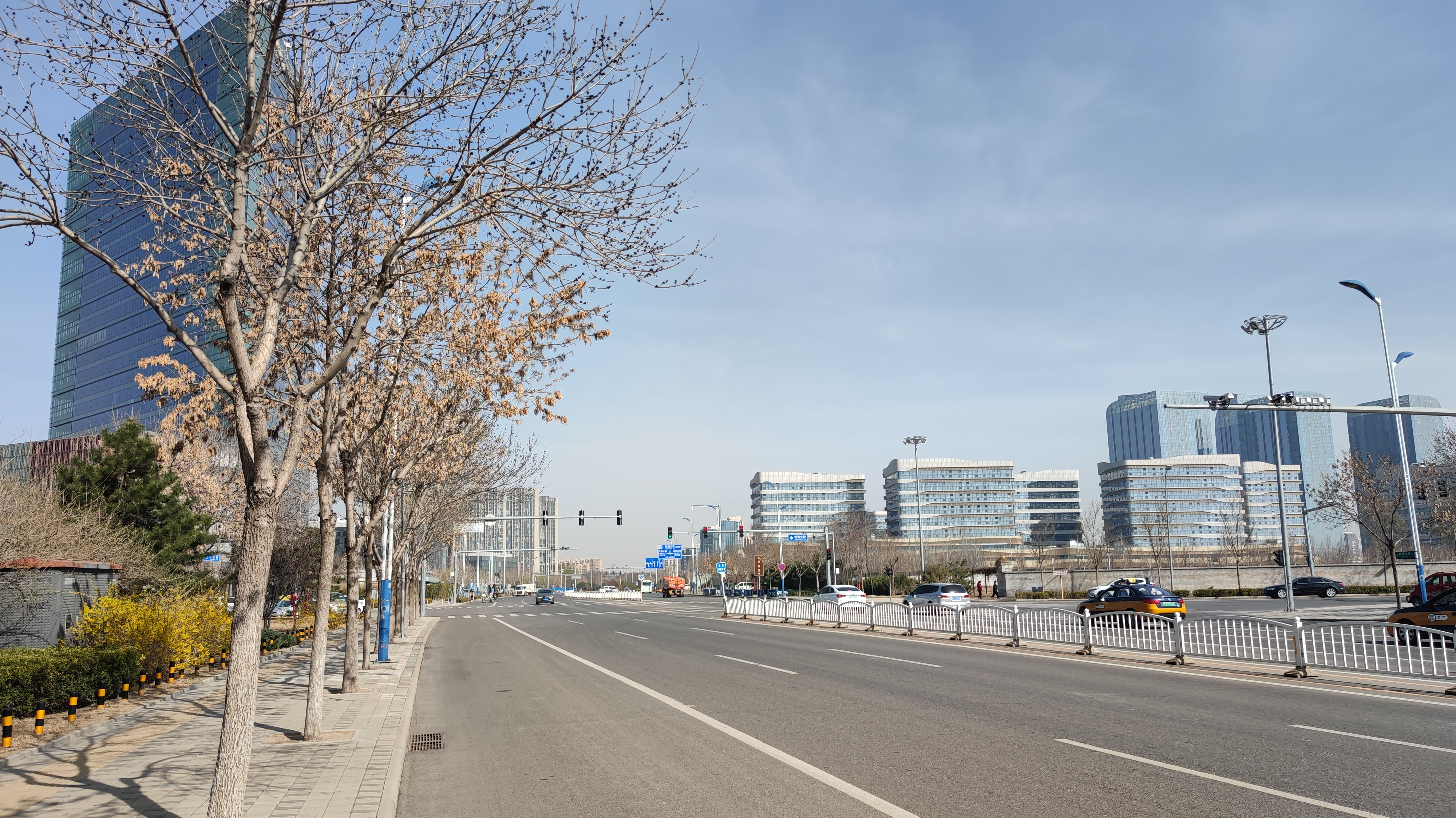
Линьсяо

Район Дасин делится на 5 уличных комитетов и 14 посёлков, 5 из которых имеют статус специальных зон развития.
Уличные комитеты:
- Гуаньиньсы (Guanyinsi, 观音寺街道)
- Линьсяо (Linxiao, 林校路街道)
- Синфэн (Xingfeng, 兴丰街道)
- Тяньгунъюань (Tiangongyuan, 天宫院街道)
- Цинъюань (Qingyuan, 清源街道)

Посёлки (зоны развития):
- Инхай (Yinghai, 瀛海(镇)地区)
- Ичжуан (Yizhuang, 亦庄(镇)地区)
  - Пекинская зона экономического и технологического развития (Beijing Economic-Technological Development Area, 北京经济技术开发区)
- Сихунмэнь (Xihongmen, 西红门(镇)地区)
- Хуанцунь (Huangcun, 黄村(镇)地区)
- Цзюгун (Jiugong, 旧宫(镇)地区)

Посёлки:
- Аньдин (Anding, 安定镇)
- Бэйцзанцунь (Beizangcun)
- Вэйшаньчжуан (Weishanzhuang, 魏善庄镇)
- Лисянь (Lixian, 礼贤镇)
- Пангэчжуан (Panggezhuang, 庞各庄镇)
- Цайюй (Caiyu, 采育镇)
- Цинъюньдянь (Qingyundian, 青云店镇)
- Чанцзыин (Changziying)
- Юйфа (Yufa, 榆垡镇)

## Административные функции
Пекинская муниципальная администрация тюрем управляет в Дасине двумя большими тюремными комплексами — Пекинской мужской муниципальной тюрьмой на 2 тыс. мест и Пекинской женской тюрьмой на 1 тыс. мест. 

## Экономика

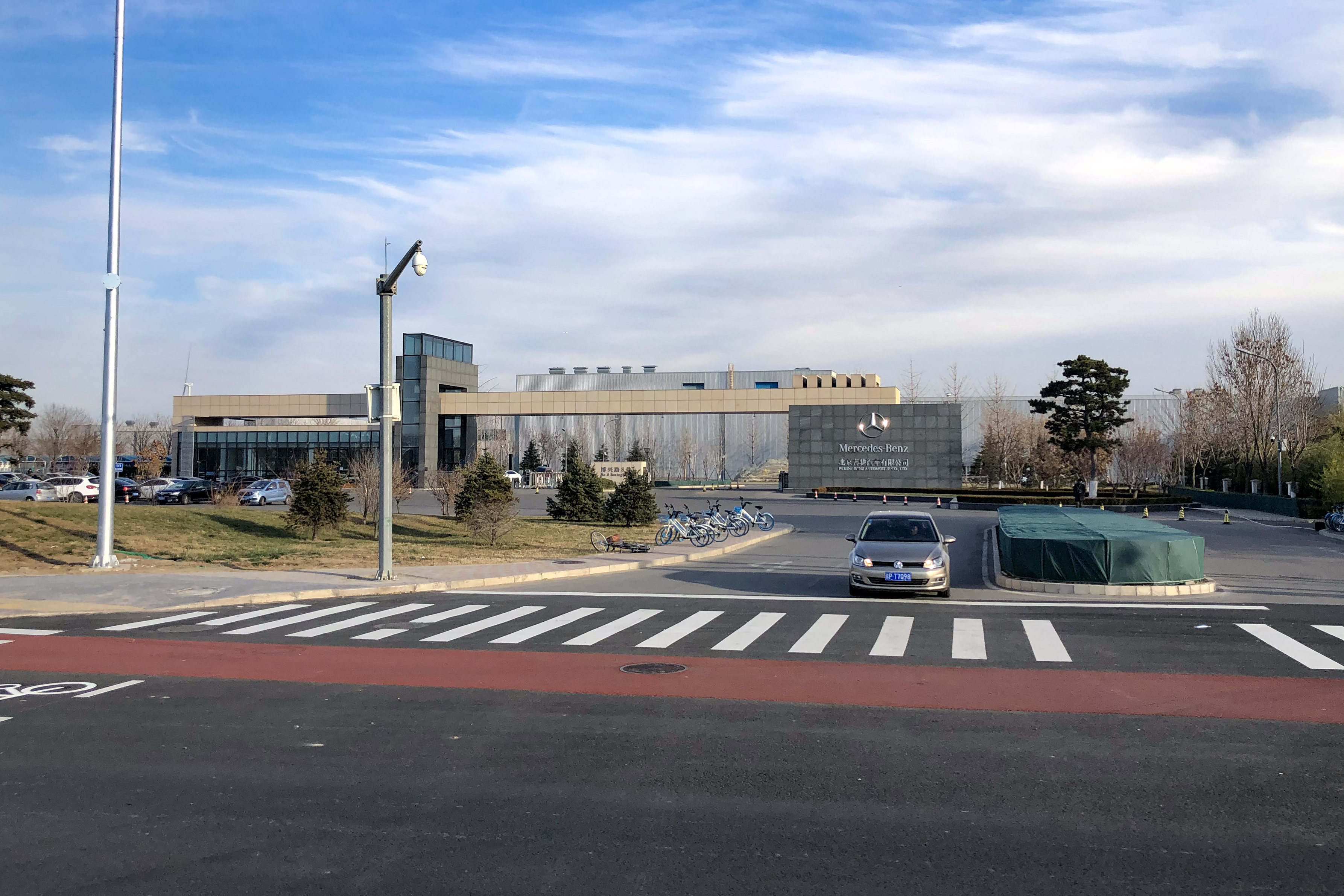
Beijing Benz Automotive

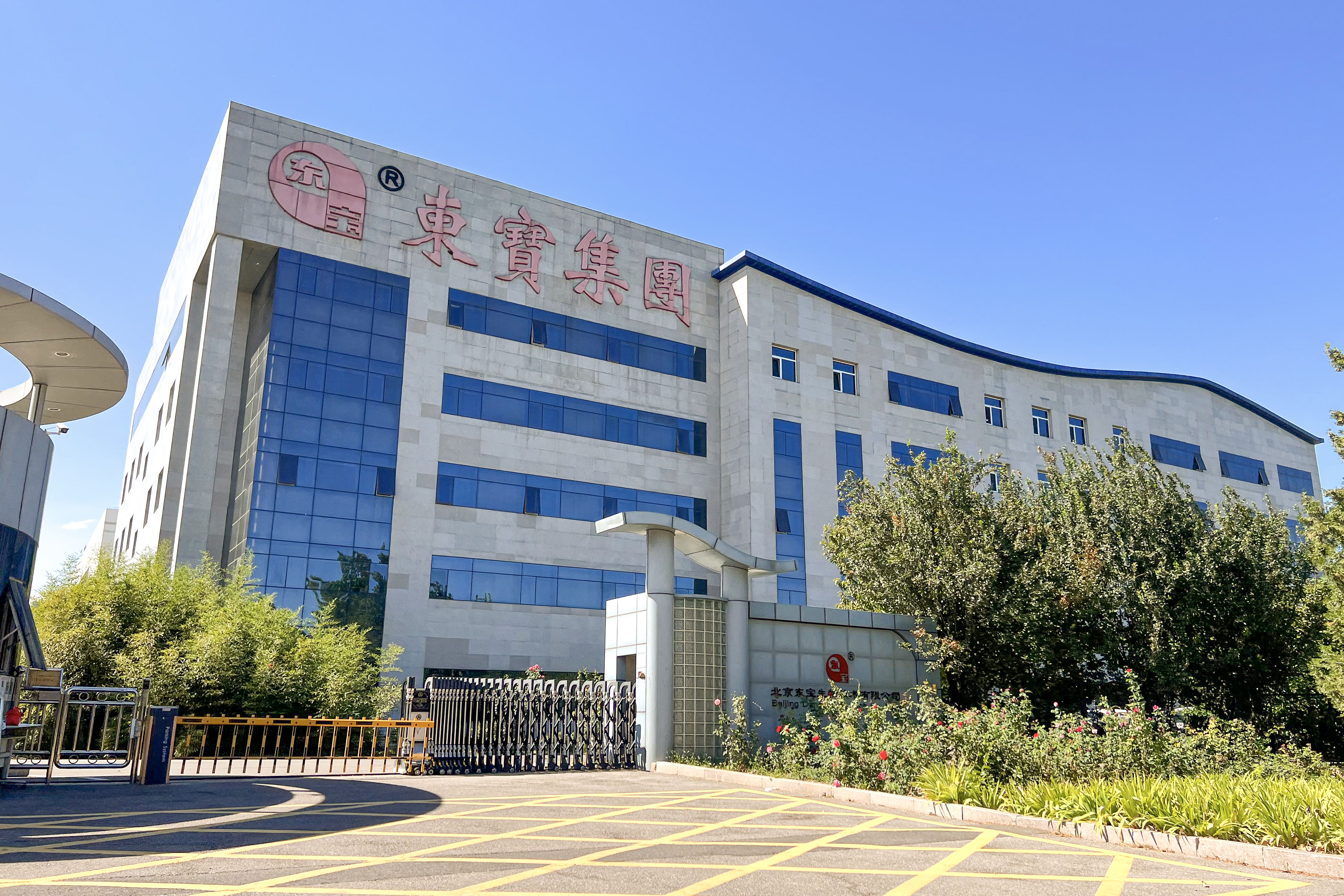
Beijing Dongbao Biotech

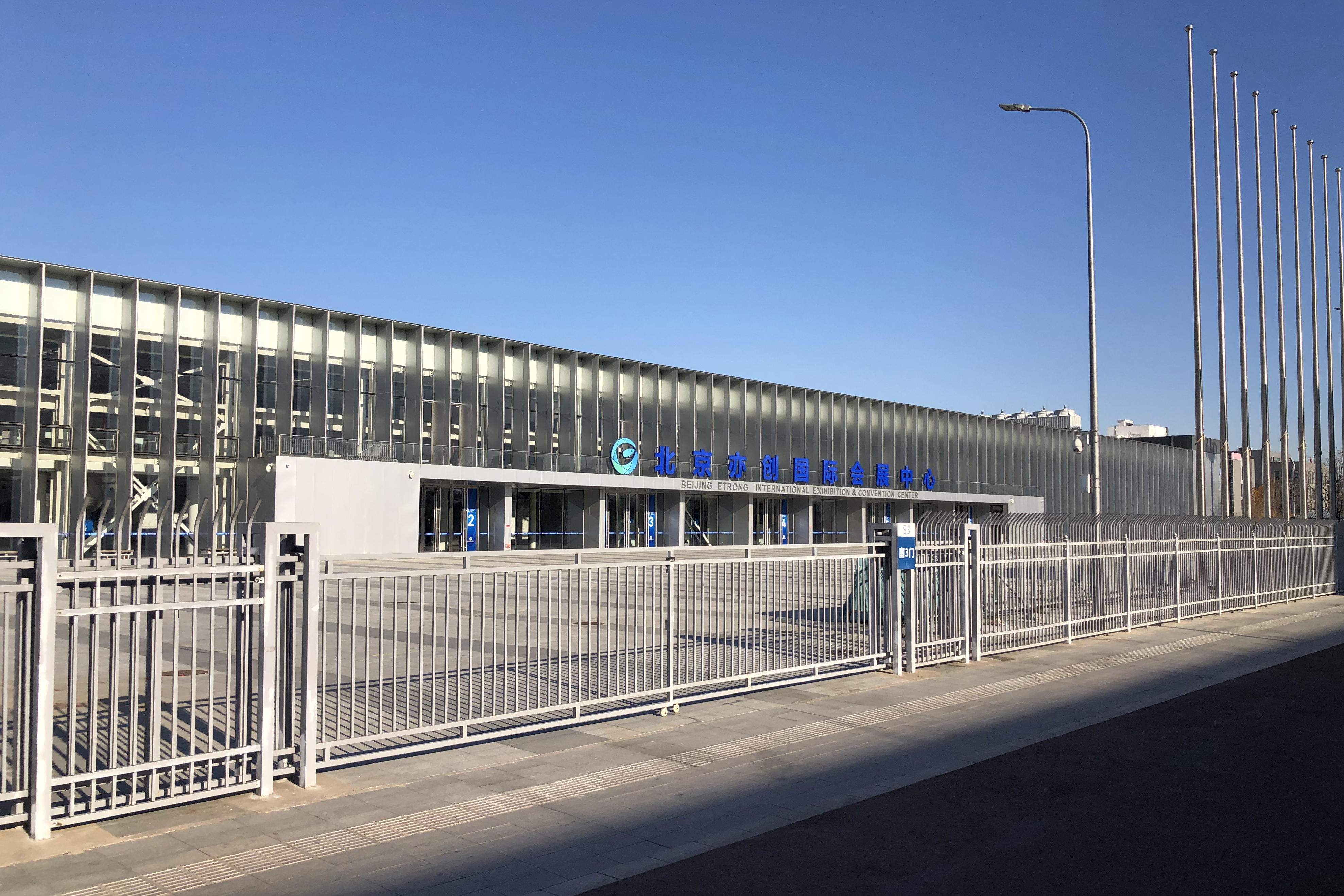
Пекинский международный центр выставок и конференций Etrong

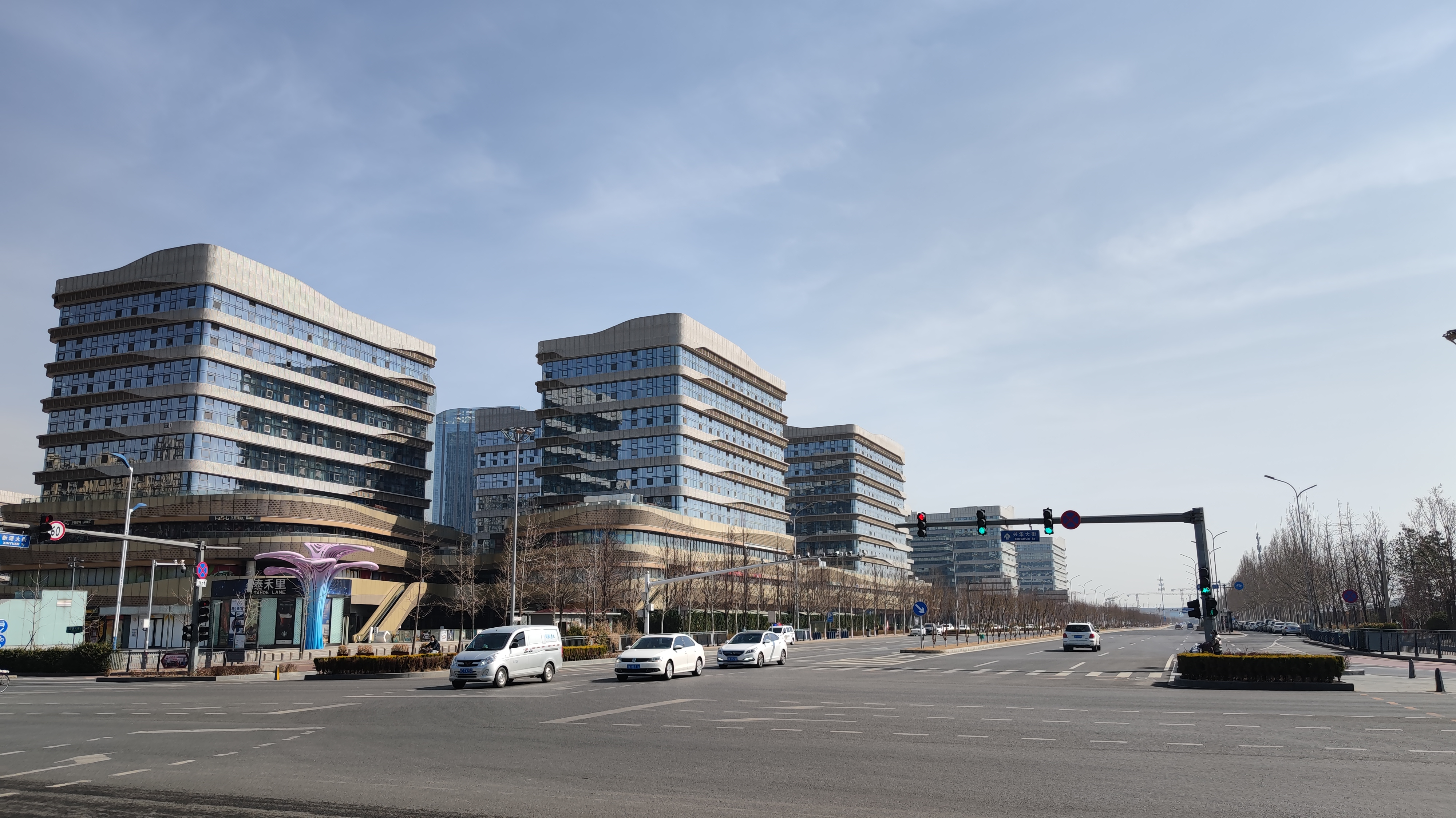
Застройка в Линьсяо

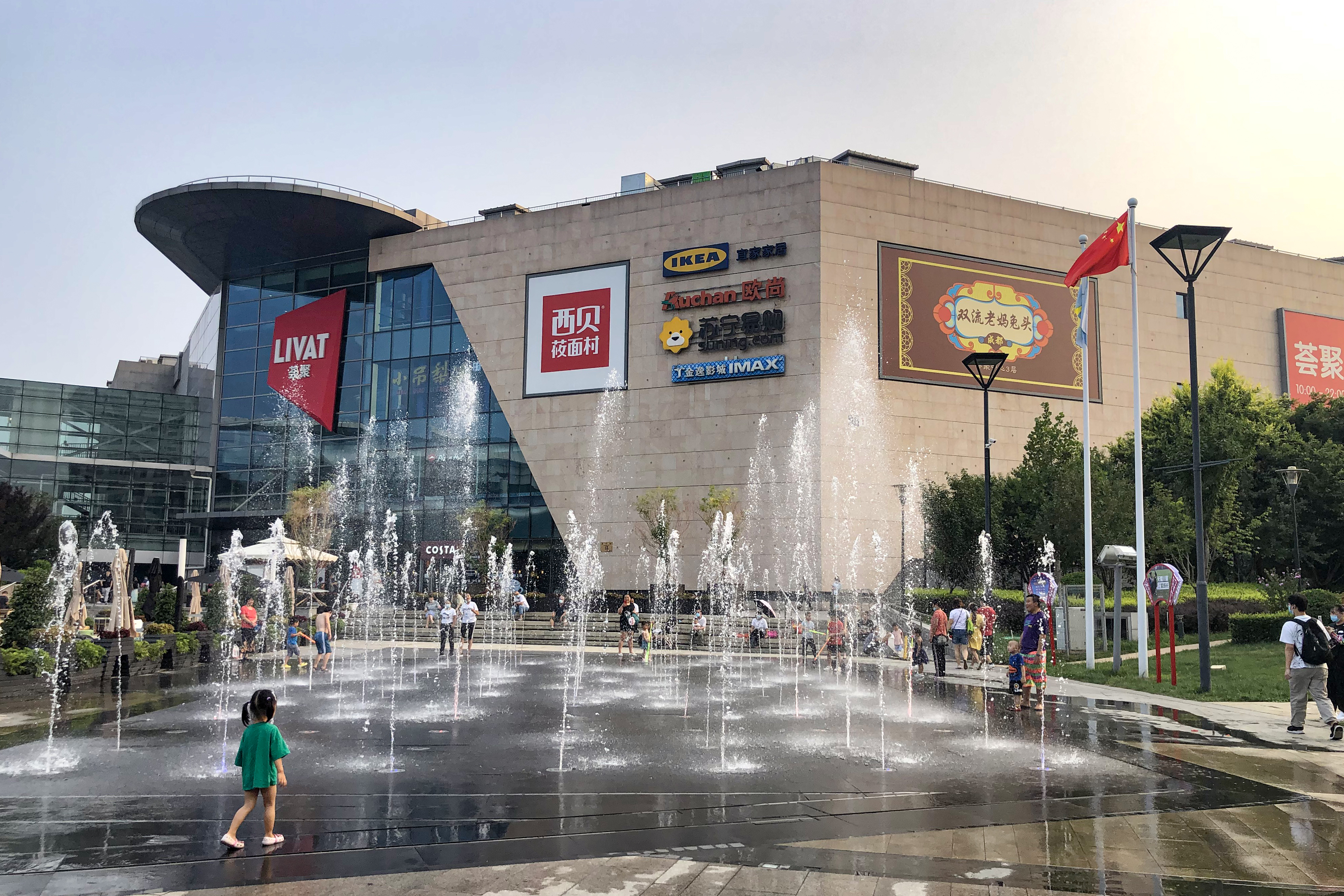
ТЦ LIVAT

Начиная с 1990-х годов Дасин развивался преимущественно как жилой пригород Пекина с вкраплениями офисных, торговых и промышленных кварталов. Здесь доминирует третичный сектор экономики — супермаркеты, отделения банков и страховых компаний, коммунальные, транспортные, логистические, телекоммуникационные, медицинские и образовательные услуги, бытовое обслуживание населения. 
В посёлке Ичжуан расположена Пекинская зона экономико-технологического развития (E-Town). Здесь базируются многочисленные исследовательские центры и промышленные предприятия в области автомобилестроения (в том числе в сфере электромобилей и беспилотных автомобилей), фармацевтики, информационных технологий, электроники и новых материалов. В 2010 году в зоне открылся автосборочный завод Beijing Benz Automotive (совместное предприятие компаний BAIC Motor и Daimler). Также в зоне работают завод по производству электромобилей Beijing Electric Vehicle (совместное предприятие компаний BAIC Motor и Magna International), завод по производству электромобилей компании Xiaomi, завод инсулина Sanofi и биофармацевтическая фабрика AstraZeneca.
В 2024 году принято решение о строительстве на территории Пекинской зоны технико-экономического развития Ичжуан (Beijing E-Town) Международного фармацевтического инновационного парка — кластера офисов и научных центров, а также передовых предприятий и больниц, работающих в сфере биотехнологий, редактирования генов и искусственного интеллекта.
Южнее парка Няньтань расположен технологический парк Biomedical Base (также известен как промышленный парк медицинского оборудования «Чжунгуаньцунь»). Здесь на территории в 200 тыс. м² сконцентрированы предприятия, институты и лаборатории, которые специализируются на фармацевтике, биотехнологиях, различных медицинских приборах и инструментах.
В международном аэропорту Пекин Дасин создана комплексная бондовая зона (современная логистика, международная торговля, таможенная обработка грузов и почтовых отправлений). На территории аэропорта Дасин имеются крупные комплексы технического обслуживания и ремонта пассажирских самолётов компаний China Eastern Airlines и China Southern Airlines. Часть инфраструктуры экономической зоны аэропорта Дасин расположена в соседнем округе Ланфан провинции Хэбэй. 
В Дасине базируется несколько крупных китайских компаний, в том числе China National Aero-Technology Import & Export Corporation (продажа авиатехники и военной электроники), Sanyuan Group (молочные изделия) и Beijing Yiqing Holding (прохладительные и алкогольные напитки, хлебобулочные изделия). Здесь расположена региональная штаб-квартира Power Construction Corporation of China.

### Розничная торговля
В Дасине работает несколько крупных торговых центров, в том числе LIVAT Shopping Centre и Hongkun Plaza. Также в районе расположены сетевые супермаркеты и гипермаркеты IKEA и Auchan.

### Туризм
Важное значение имеет деловой туризм, особенно проведение выставок и конференций в Международном центре Etrong.

### Сельское хозяйство
В сельской местности района Дасин выращивают овощи и арбузы. Здесь регулярно проводится Всекитайский конкурс арбузов.

## Транспорт

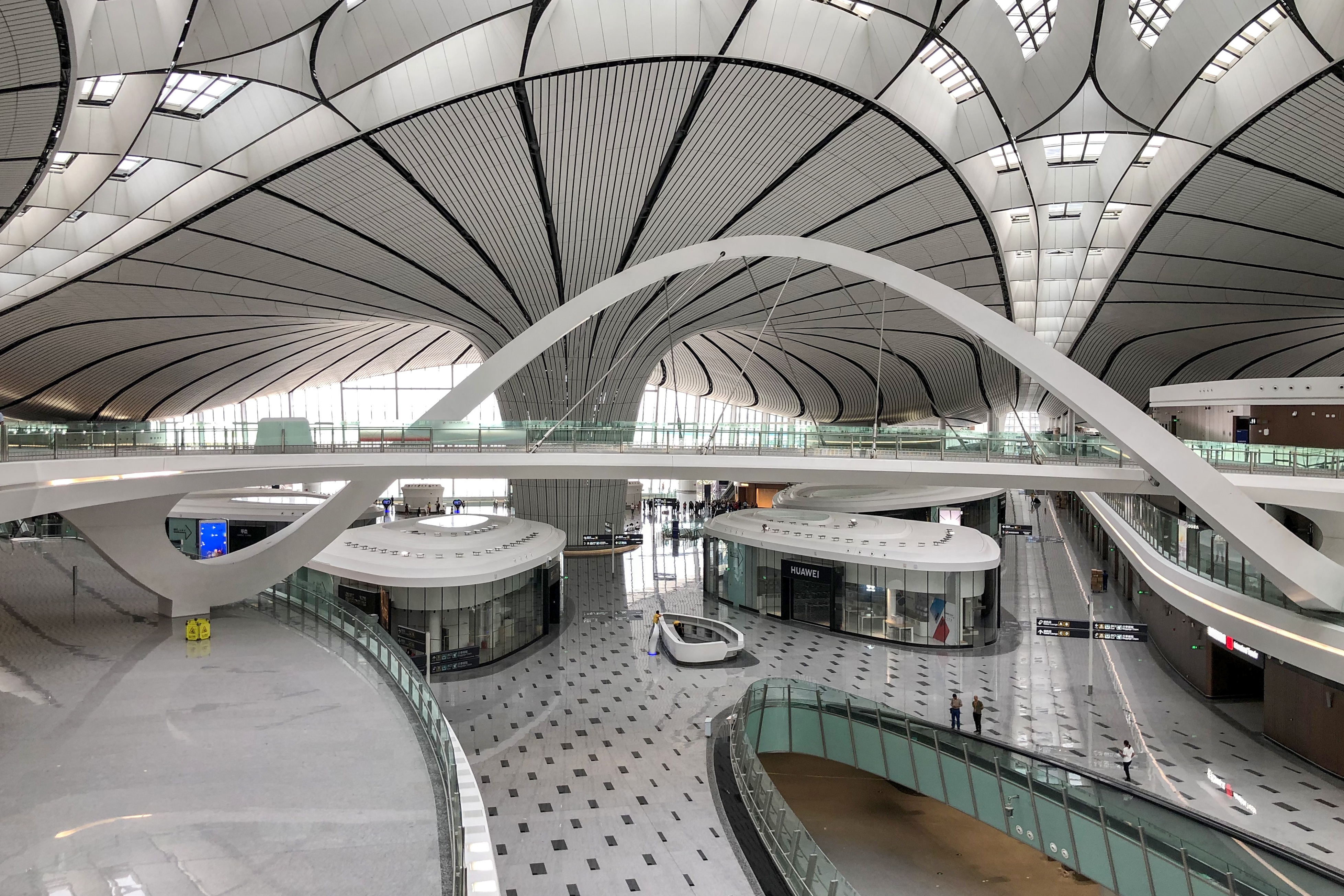
Терминал аэропорта Дасин

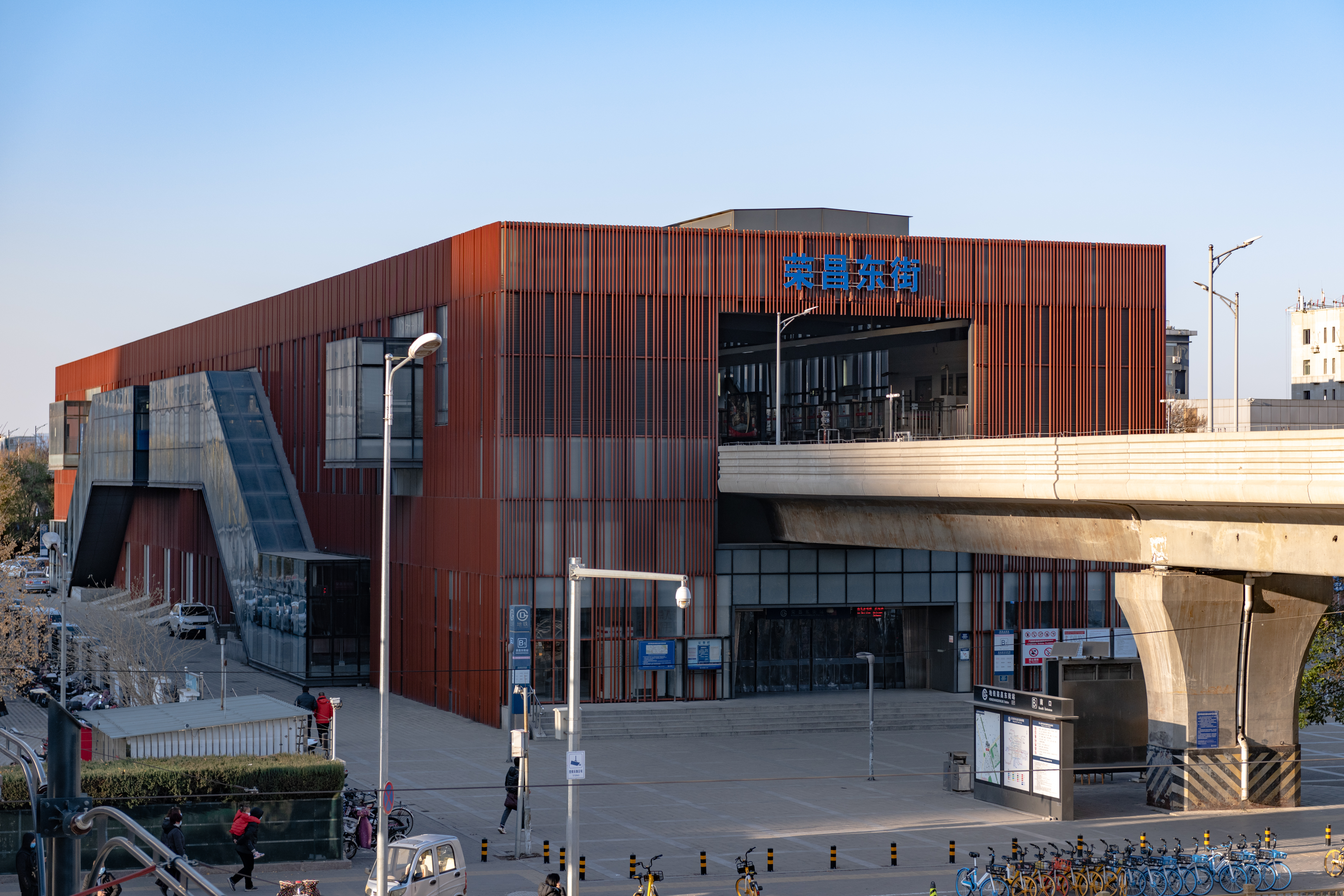
Станция метро Жунчан Дунцзе

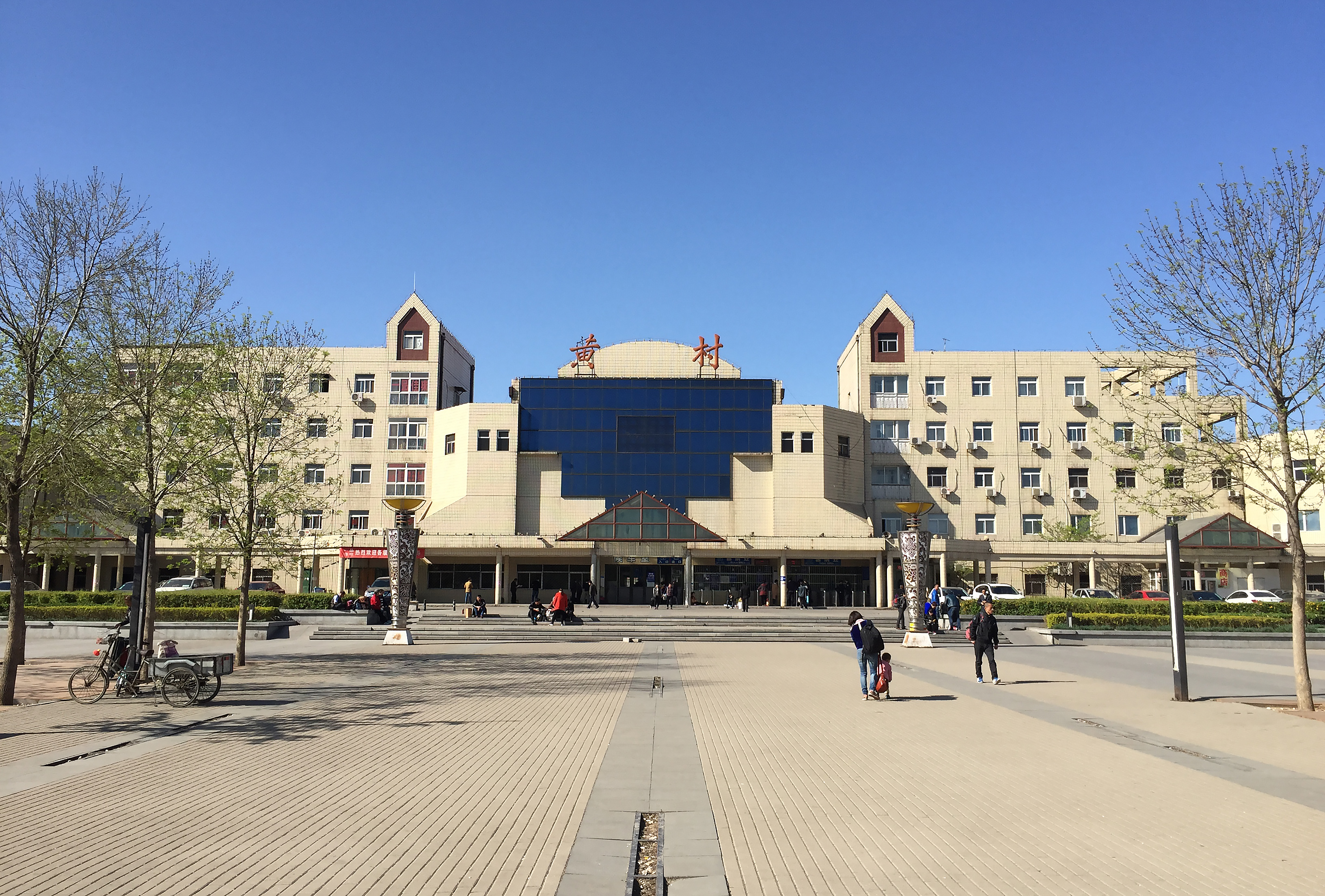
Вокзал Хуанцунь

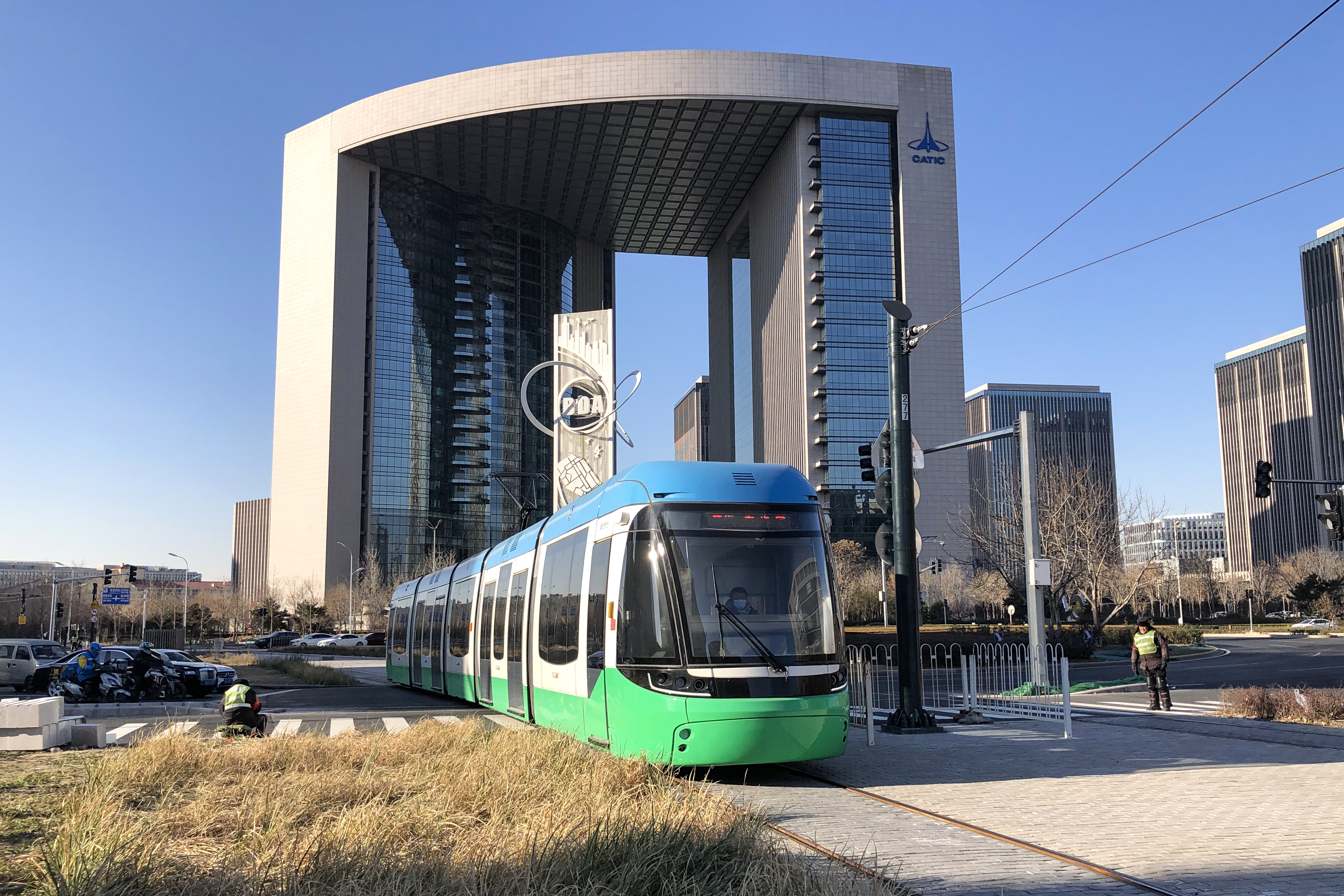
Трамвайная линия T1

### Авиационный
В Дасине, в 46 км от центра Пекина расположен международный аэропорт Пекин Дасин, открывшийся в сентябре 2019 года. По состоянию на сентябрь 2021 года аэропорт обслужил почти 40 млн пассажиров и примерно 315 тыс. рейсов. Аэропорт является хабом для авиакомпаний Air China, Beijing Capital Airlines, China Eastern Airlines, China Southern Airlines, China United Airlines и XiamenAir.

### Железнодорожный
Дасин обслуживают четыре линии Пекинского метрополитена:
- Линия 4 Южная или Линия Дасин (станции Сихонмэнь, Гаомидянь Бэй, Гаомидянь Нань, Цзаоюань, Цинъюаньлу, Хуанцунь Сидацзе, Вокзал Хуанцунь, Ихэчжуан, Биомедицинская база и Тяньгунюань)
- Линия 8 (станции Вуфутан, Дэмао и Инхай)
- Линия Ичжуан (станции Цзюгун, Ичжуанцяо, Парк культуры Ичжуан, Ваньюань, Жунцзин Дунцзе и Жунчан Дунцзе)
- Линия Дасин Аэропорт Экспресс (станция Дасин Синьчэн)[26]

В Линьсяо расположен крупный железнодорожный узел. Вокзал Хуанцунь обслуживает железнодорожные линии Jinghu railway (Пекин — Шанхай) и Jingjiu railway (Пекин — Коулун). Рядом проходит ВСЖД Пекин — Шанхай, но она не имеет станций в Дасине. Соседний пассажирский вокзал Пекин-Дасин обслуживает высокоскоростную междугородную линию Пекин — Сюнъань (поезда следуют с Западного вокзала Пекина в районе Фэнтай в международный аэропорт Пекин Дасин и далее в Сюнъань). 
В августе 2008 года была введена в эксплуатацию 117-километровая высокоскоростная Междугородная железная дорога Пекин — Тяньцзинь.
В декабре 2020 года открылась 13-километровая трамвайная линия T1 (Beijing Yizhuang Tram), соединившая районы Дасин и Тунчжоу.

### Автомобильный
Через территорию района Дасин проходят:
- Пятая кольцевая автодорога Пекина
- Шестая кольцевая автодорога Пекина
- Седьмая кольцевая автодорога Пекина[30]
- Скоростное шоссе Цзинцзиньтан (Пекин — Биньхай)
- Скоростное шоссе Пекин — Шанхай (G2)
- Скоростное шоссе Пекин — Фучжоу (G3)
- Скоростное шоссе Дацин — Гуанчжоу (G45)
- Скоростное шоссе Фэнтай — Пекин Дасин (S3501)
- Скоростное шоссе Пекин Дасин — Дэчжоу
- Национальное шоссе Годао 105 (Пекин — Чжухай)
- Национальное шоссе Годао 106 (Пекин — Гуанчжоу)

В районе имеется широкая сеть муниципальных автобусных маршрутов и работают все большие агрегаторы такси Пекина. Значительная часть общественного транспорта района Дасин переведена на электродвигатели и водородные топливные элементы. Также в Дасине расположена обширная сеть станций велопроката.
Дасин является ключевым районом для тестирования и внедрения беспилотных транспортных средств, которые перевозят пассажиров и доставляют товары.

## Образование и наука

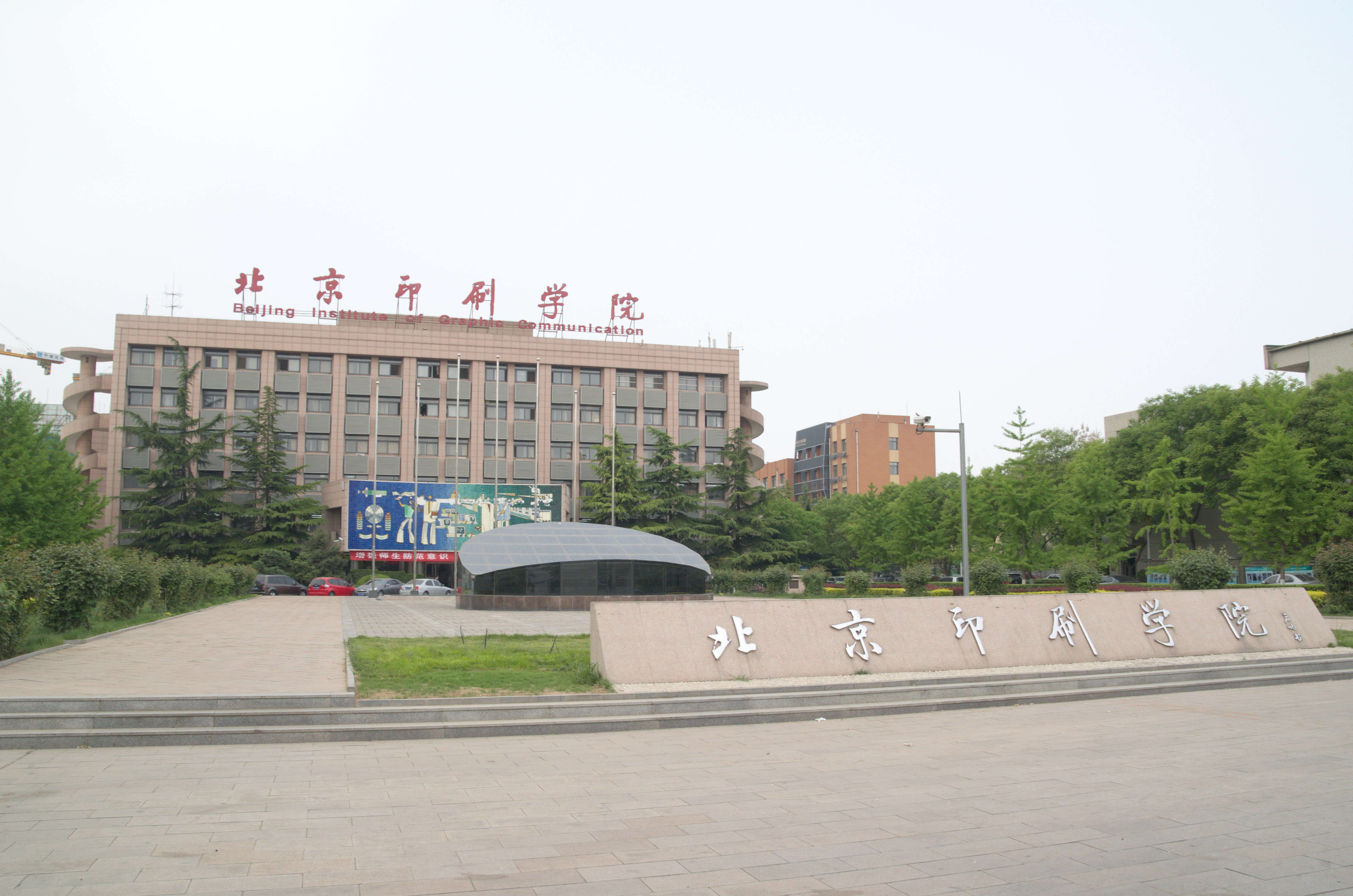
Пекинский институт графической коммуникации

- Кампус Китайского университета общественной безопасности
- Государственная академия лесной администрации Китая
- Пекинский институт нефтехимических технологий
- Пекинский институт графической коммуникации
- Национальная семинария Католической церкви в Китае

В Дасине расположена метеорологическая обсерватория Наньцзяо, основанная в 1912 году.

## Достопримечательности

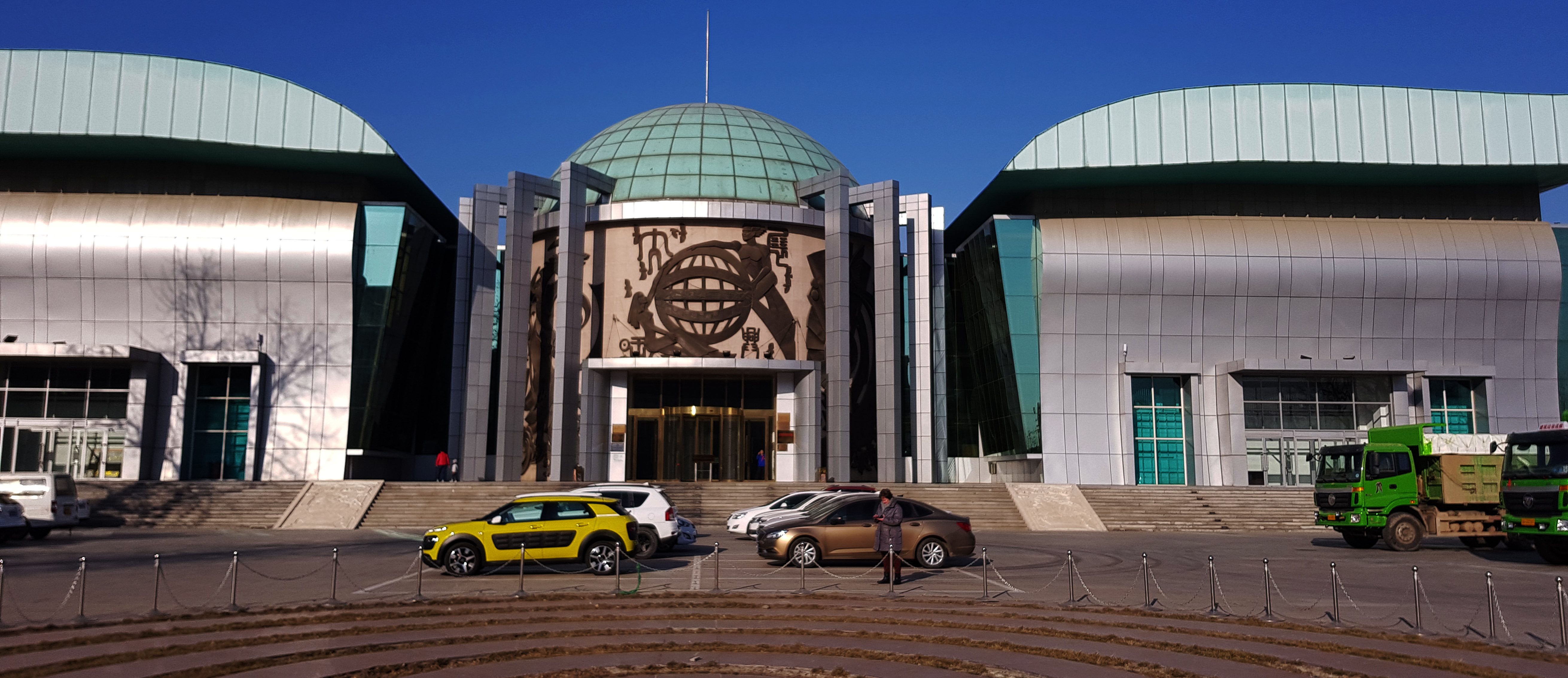
Китайский музей арбузов

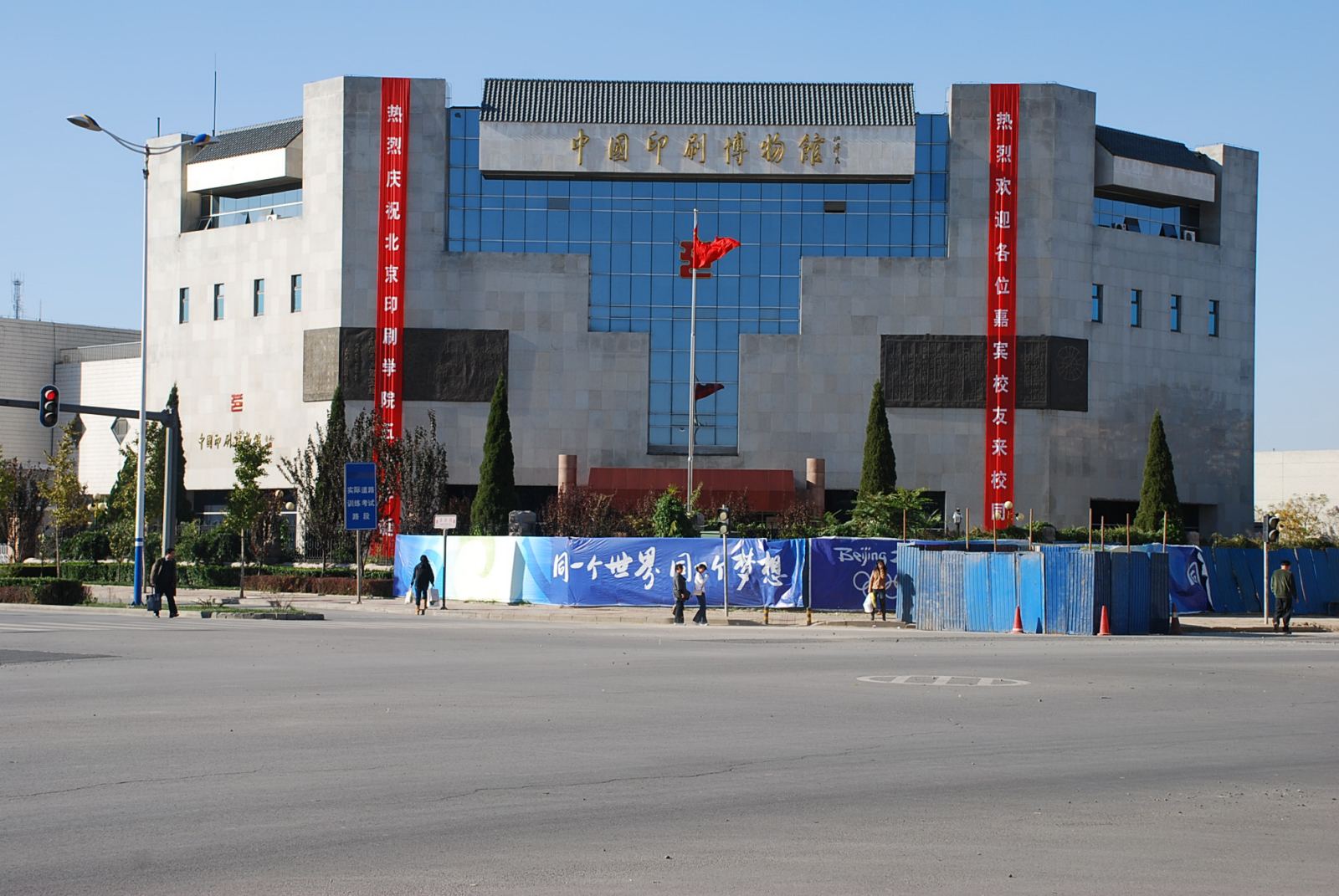
Китайский музей печати

### Музеи
- Китайский музей печати
- Китайский музей арбузов

### Парки
Власти Пекина регулярно проводят озеленение района, высаживая лесные насаждения, разбивая парки и скверы. 
- Пекинский парк диких животных
- Национальный лесопарк Баньбидянь
- Парк Няньтань
- Парк Наньхайцзи
- Парк Бихай
- Парк Синхай
- Парк культуры железнодорожников

Общественный парк Наньхайцзи, также известный как парк Милу Юань, славится своей популяцией оленей милу. В эпоху династий Мин и Цин здесь располагались императорские охотничьи угодья с несколькими дворцами и обширными лесами, лугами и болотами.

## Спорт
В районе расположены Спортивный центр Дасина, Столичный гольф-клуб Пекин Дасин и гольф-клуб Хунси.

## Галерея

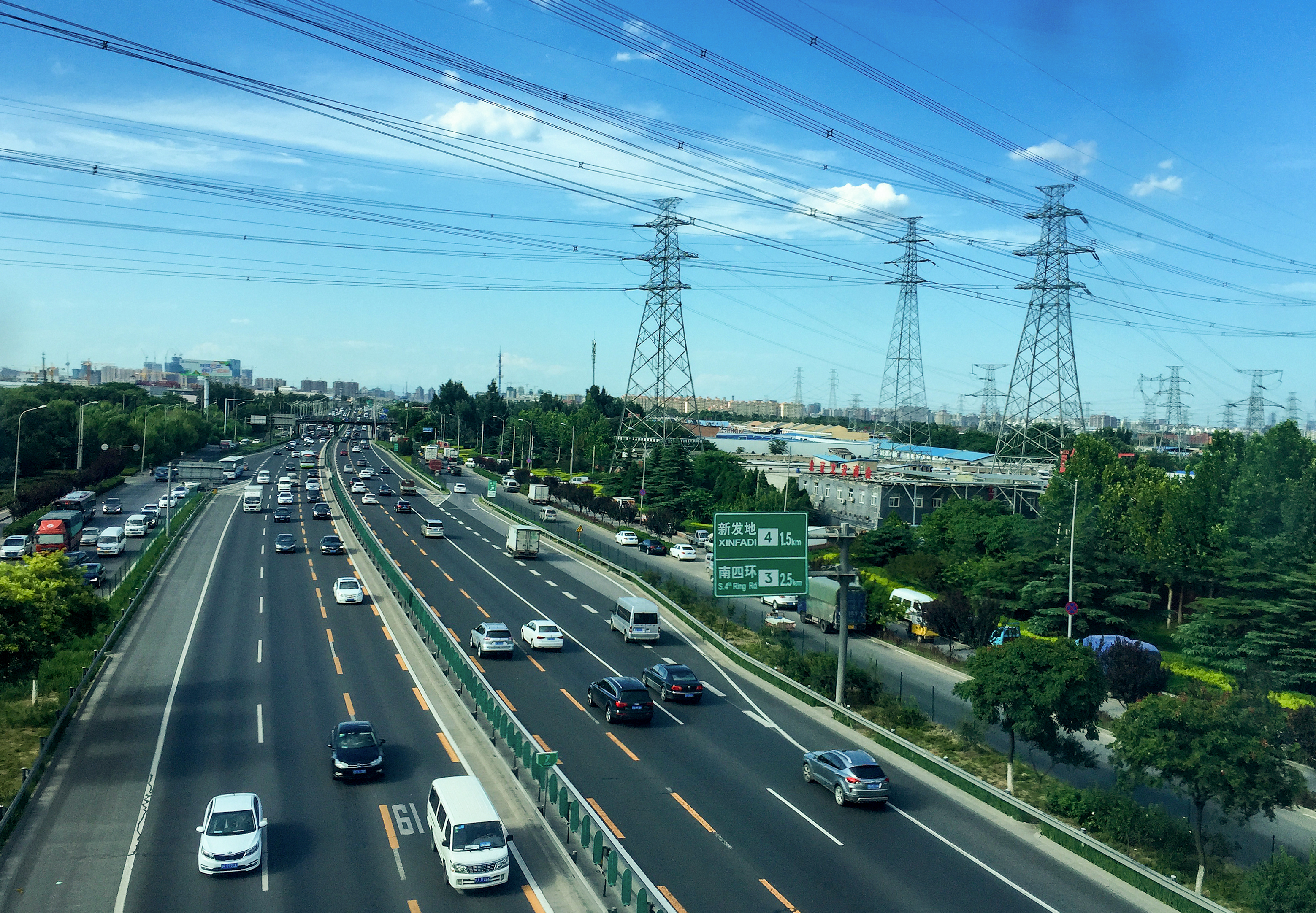
Скоростное шоссе Цзинкай
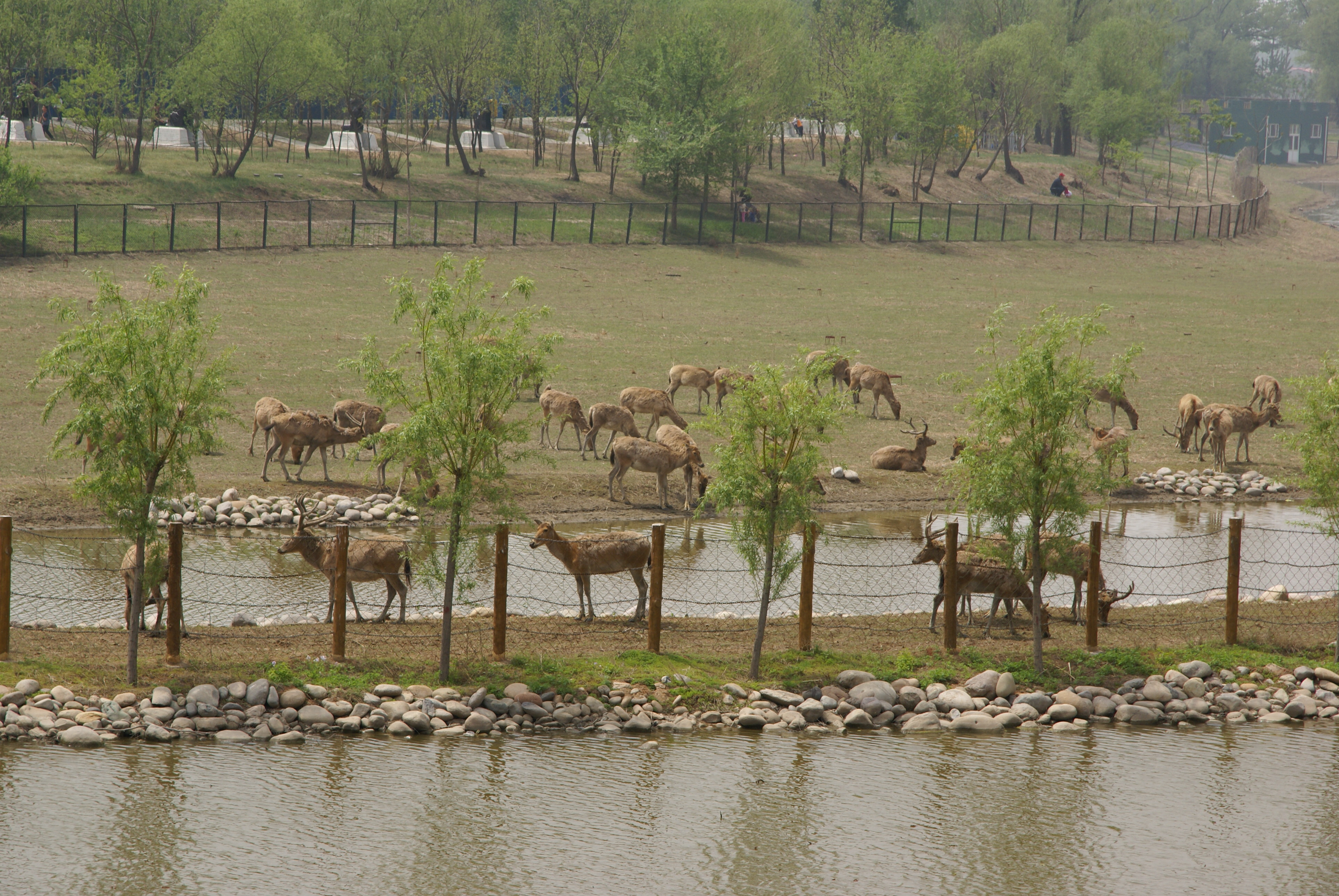
Пекинский парк диких животных
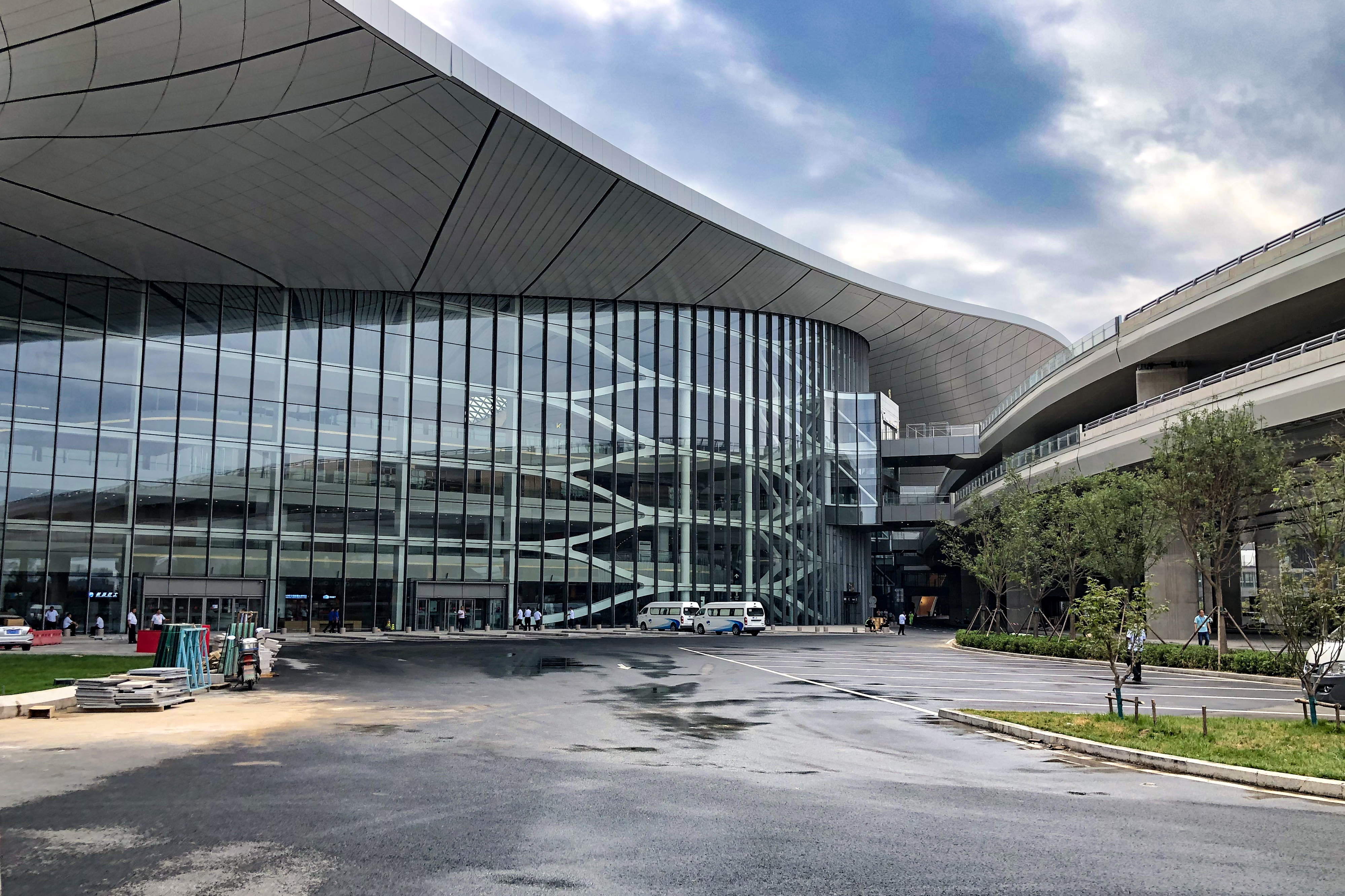
Терминал аэропорта Пекин Дасин
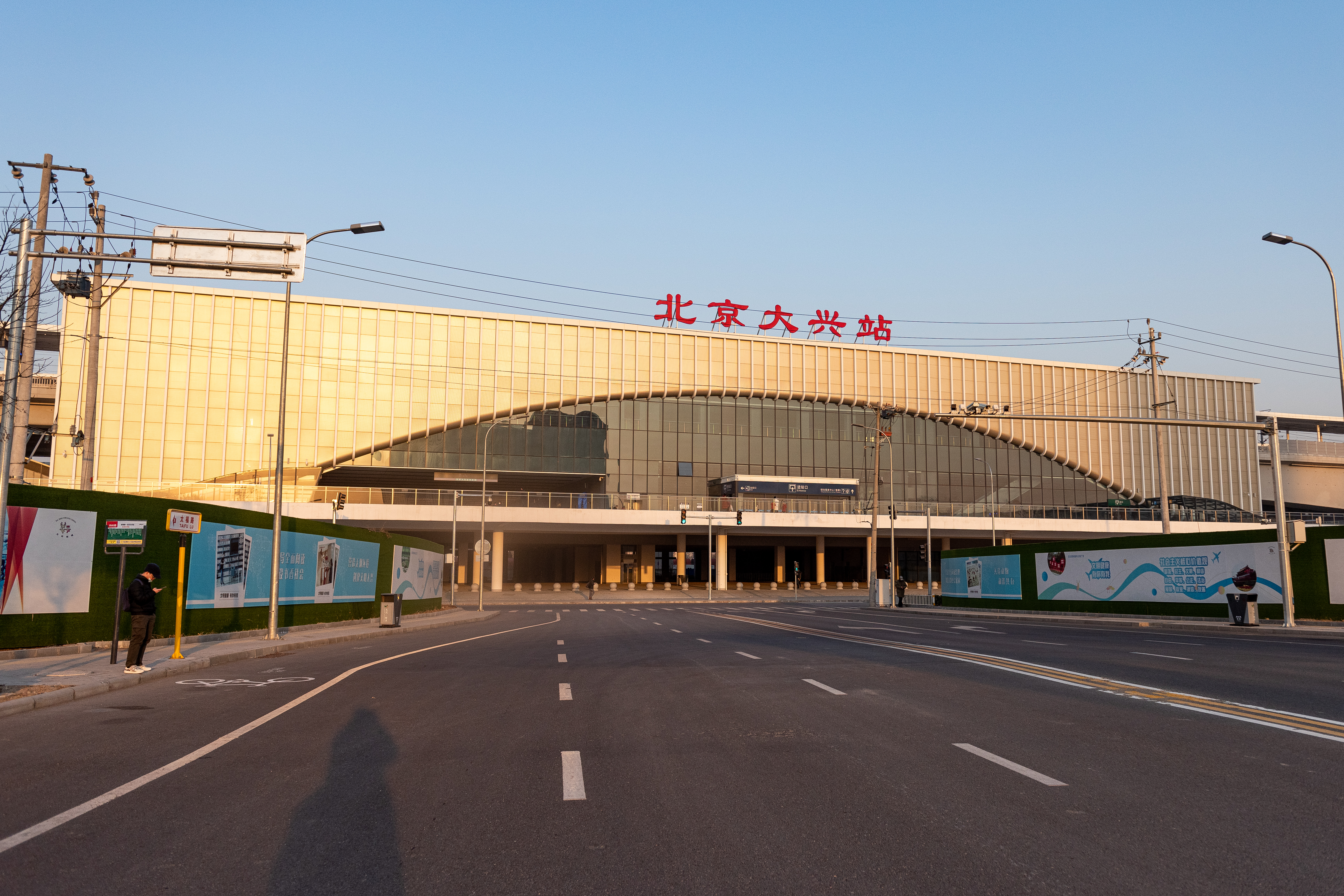
Вокзал Пекин Дасин
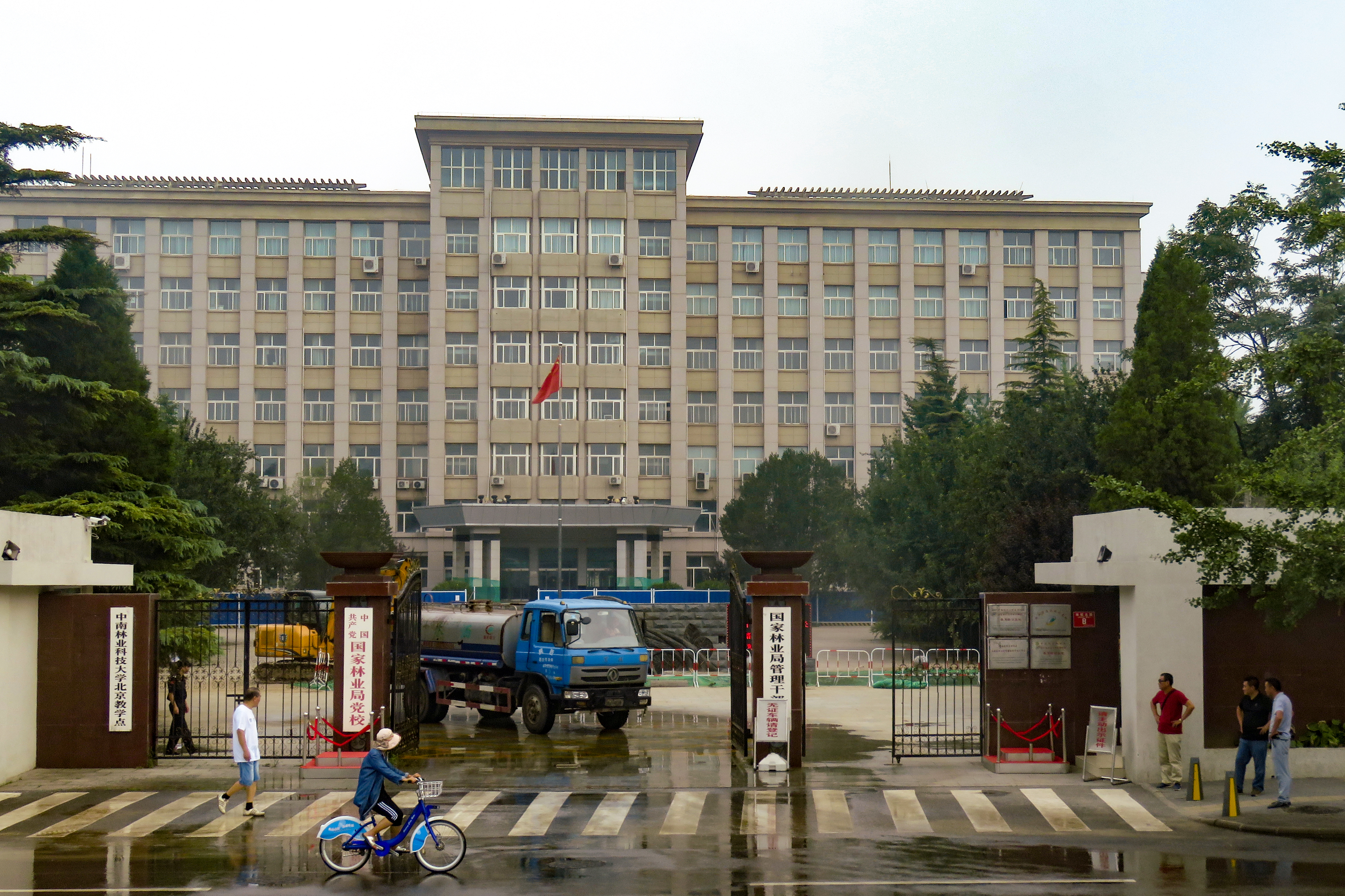
Государственная академия лесной администрации
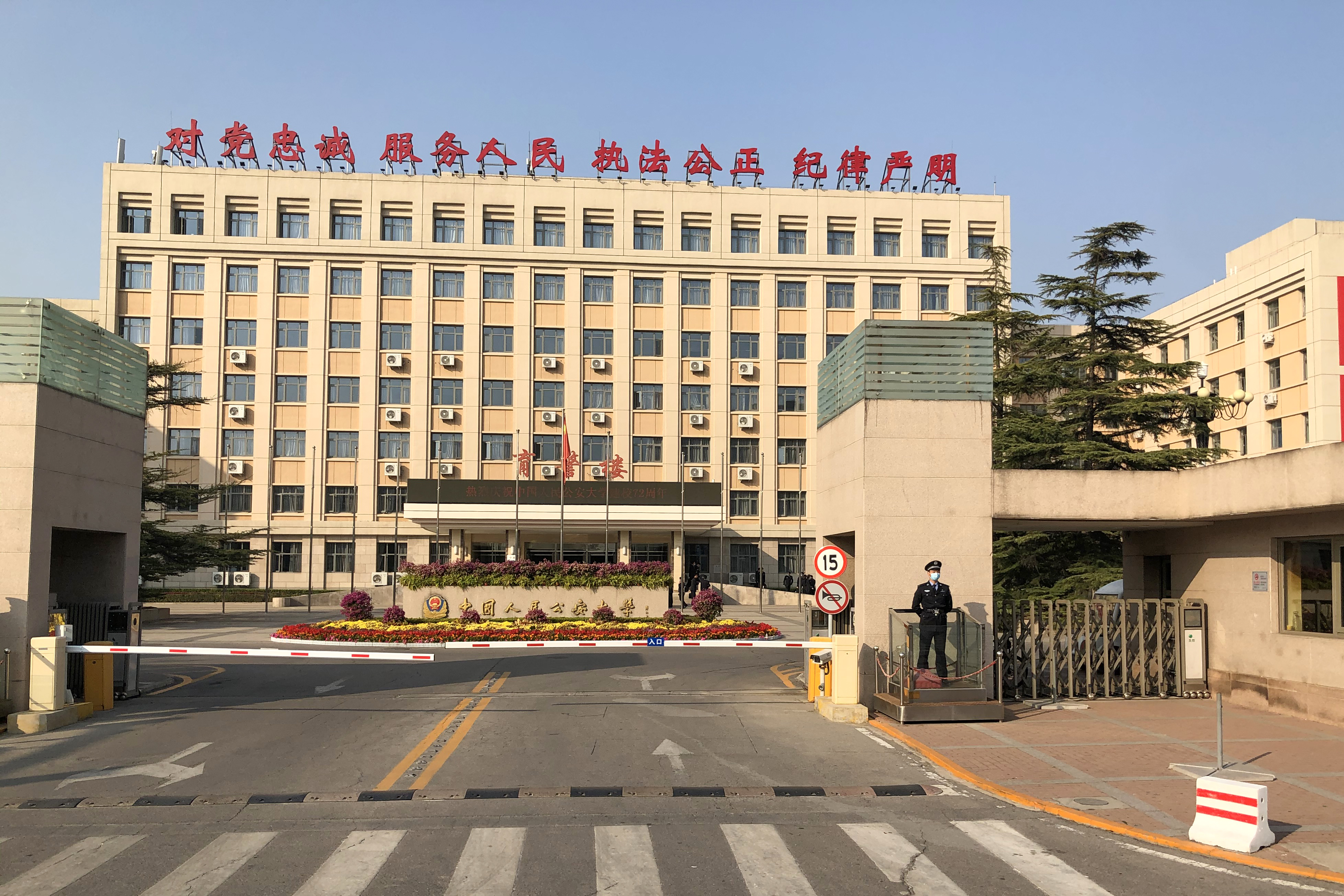
Кампус Китайского университета общественной безопасности
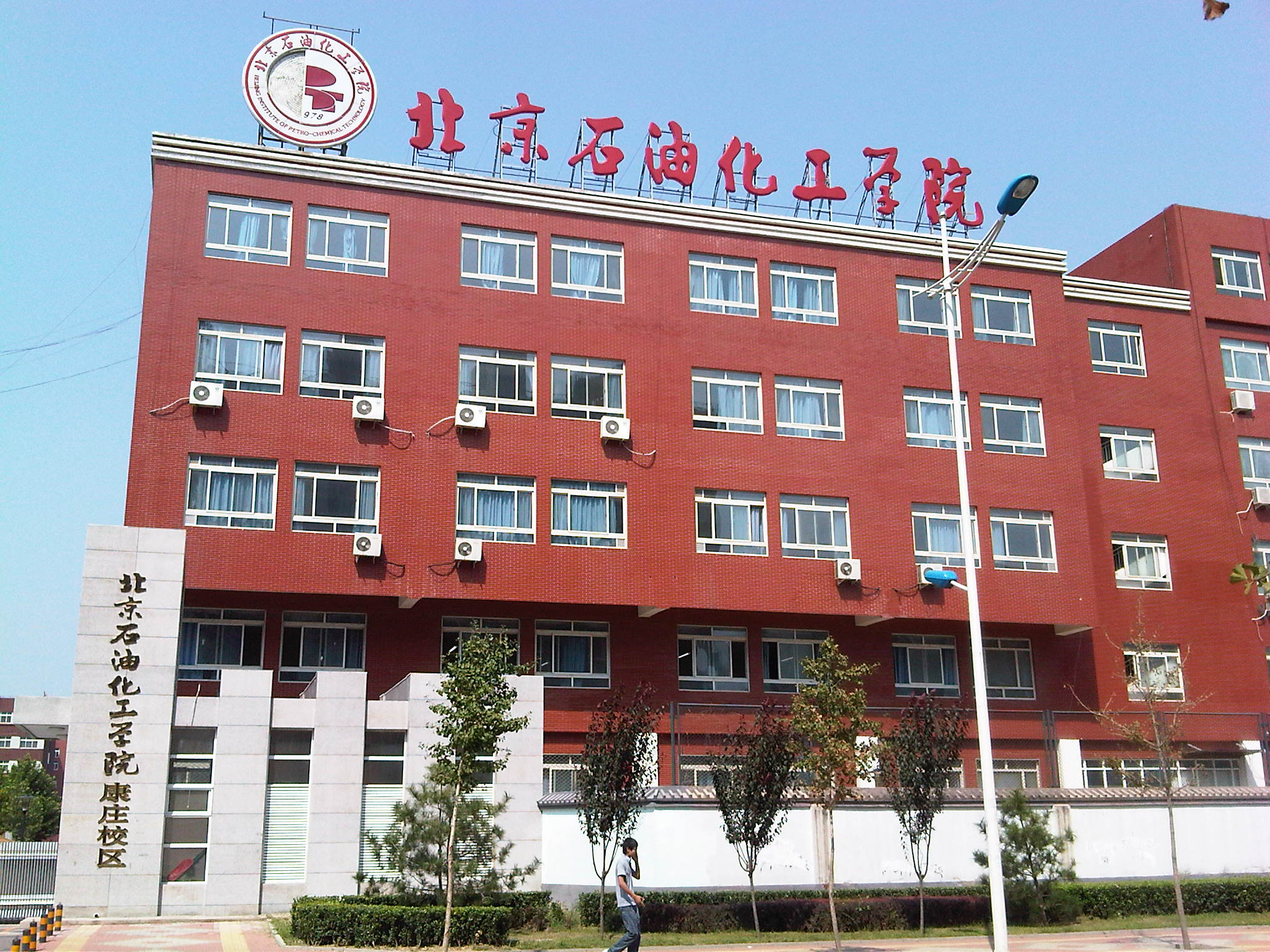
Пекинский институт нефтехимических технологий
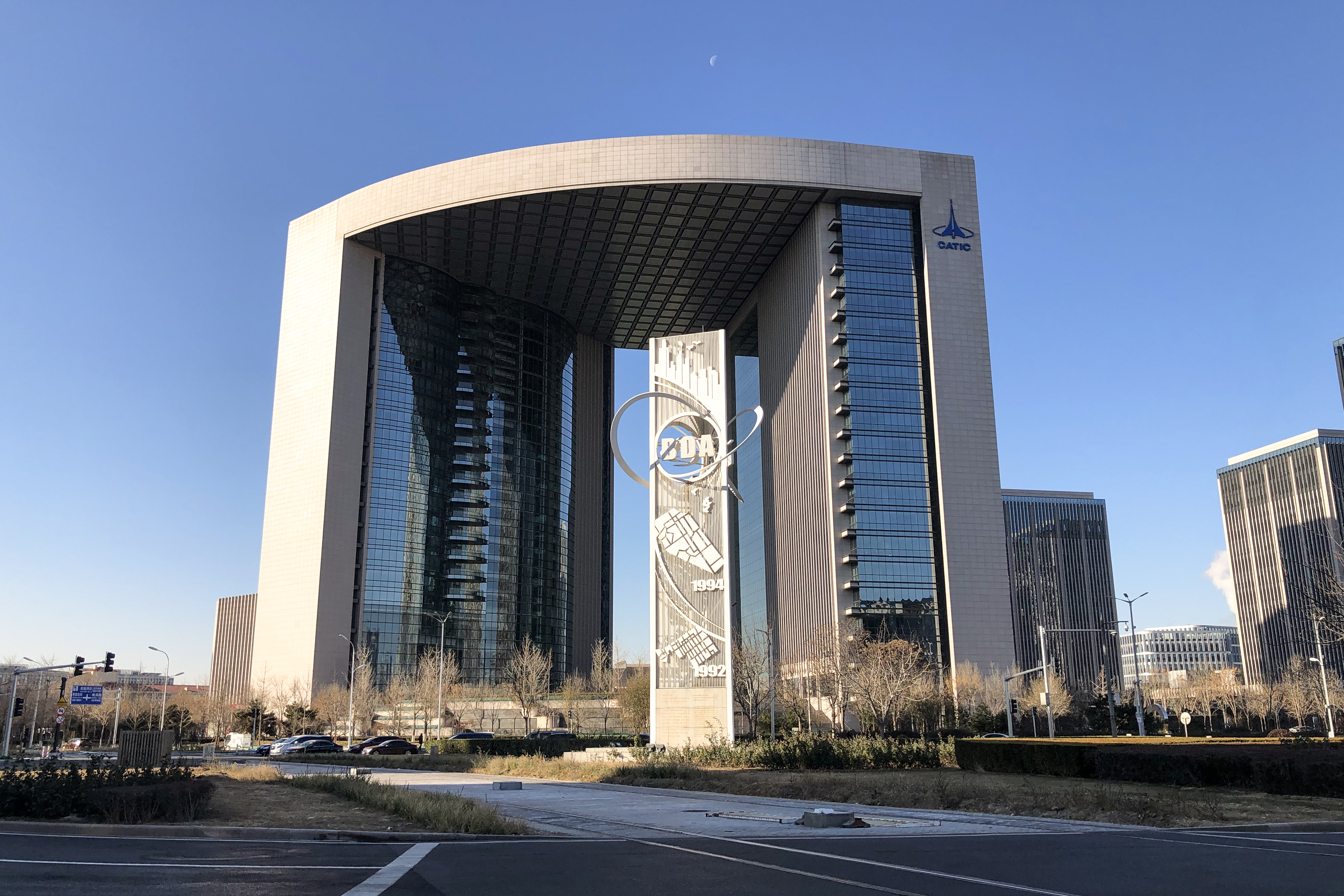
Штаб-квартира CATIC
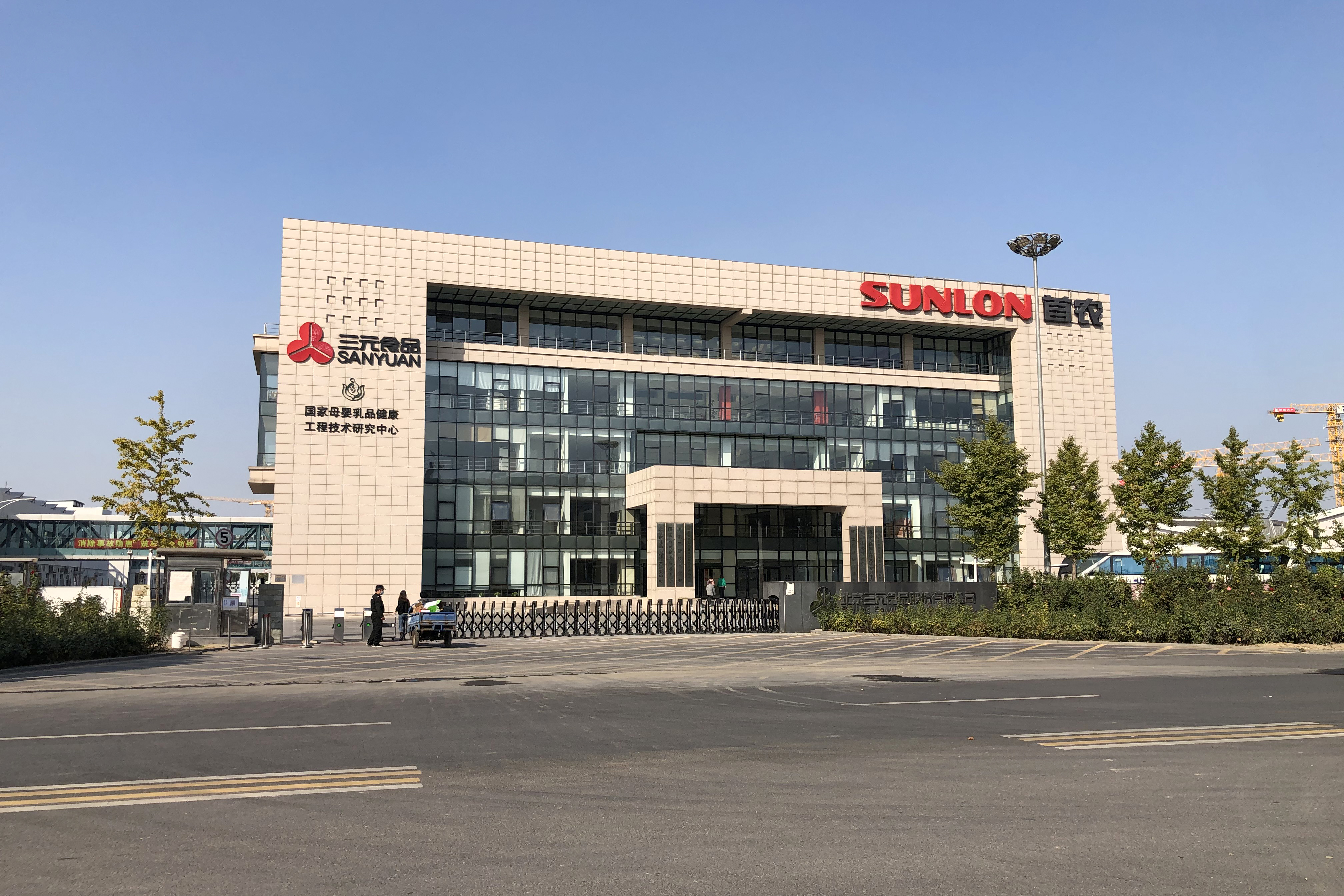
Штаб-квартира Sanyuan Group
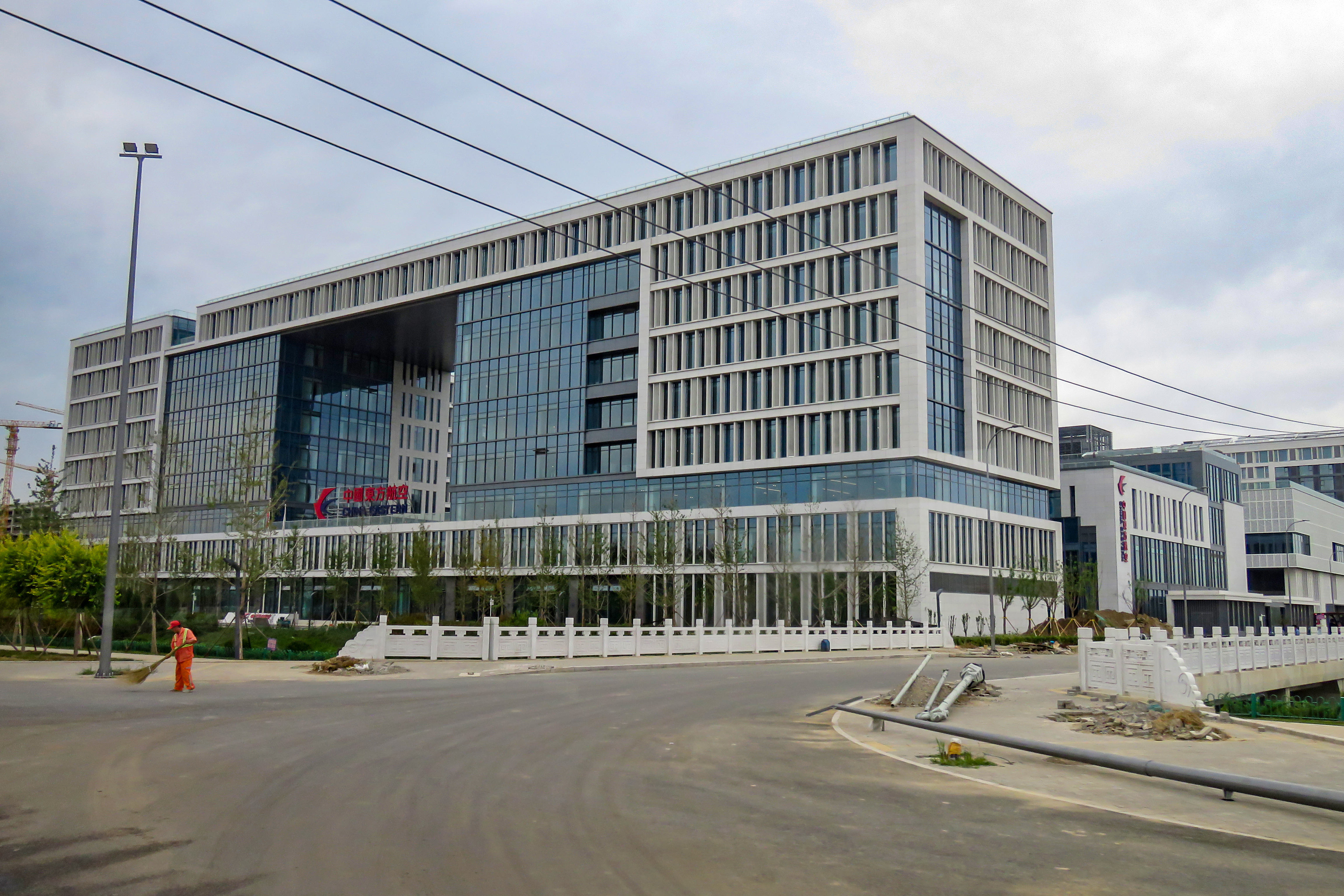
Офис China Eastern Airlines
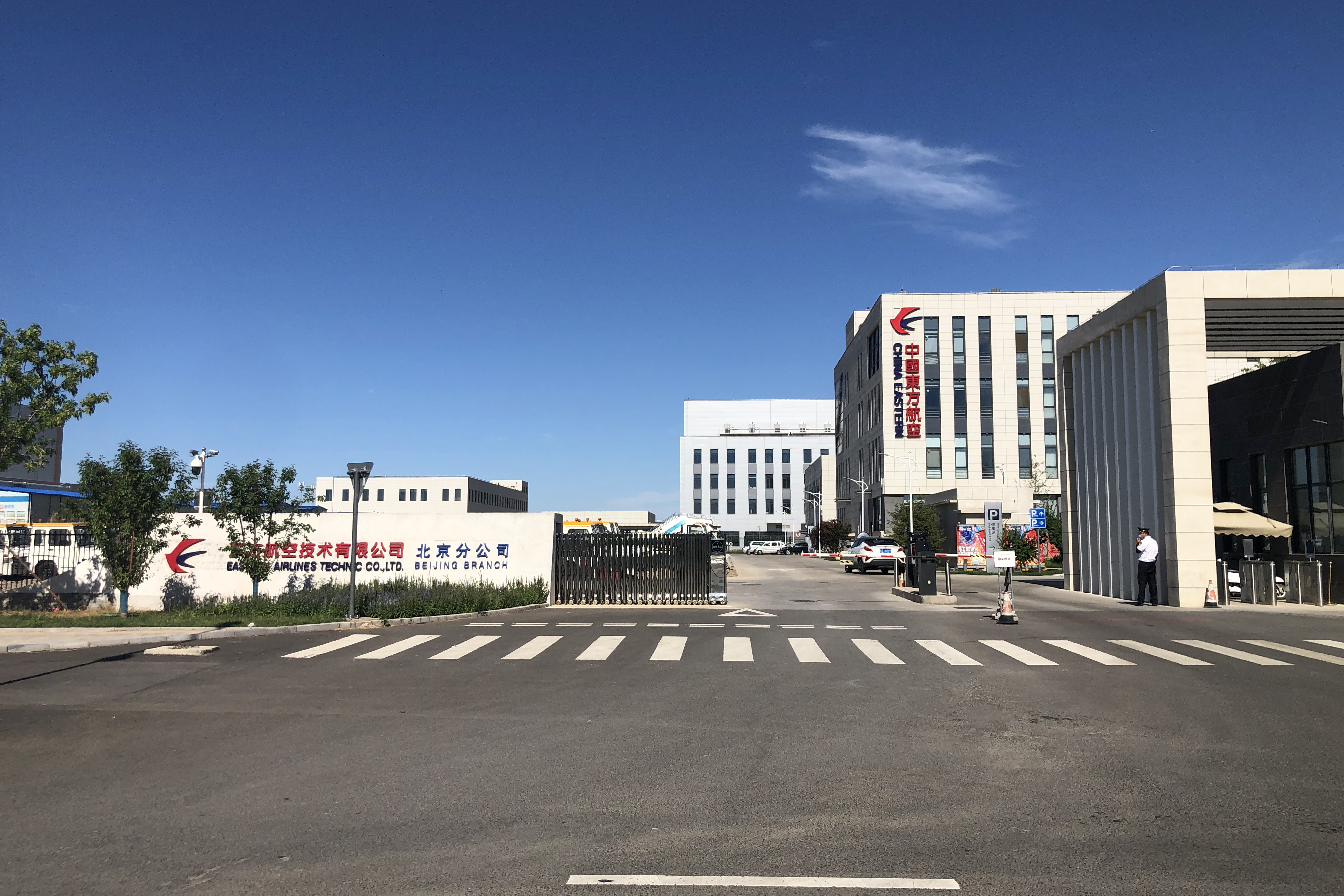
Авиаремонтный комплекс China Eastern Airlines
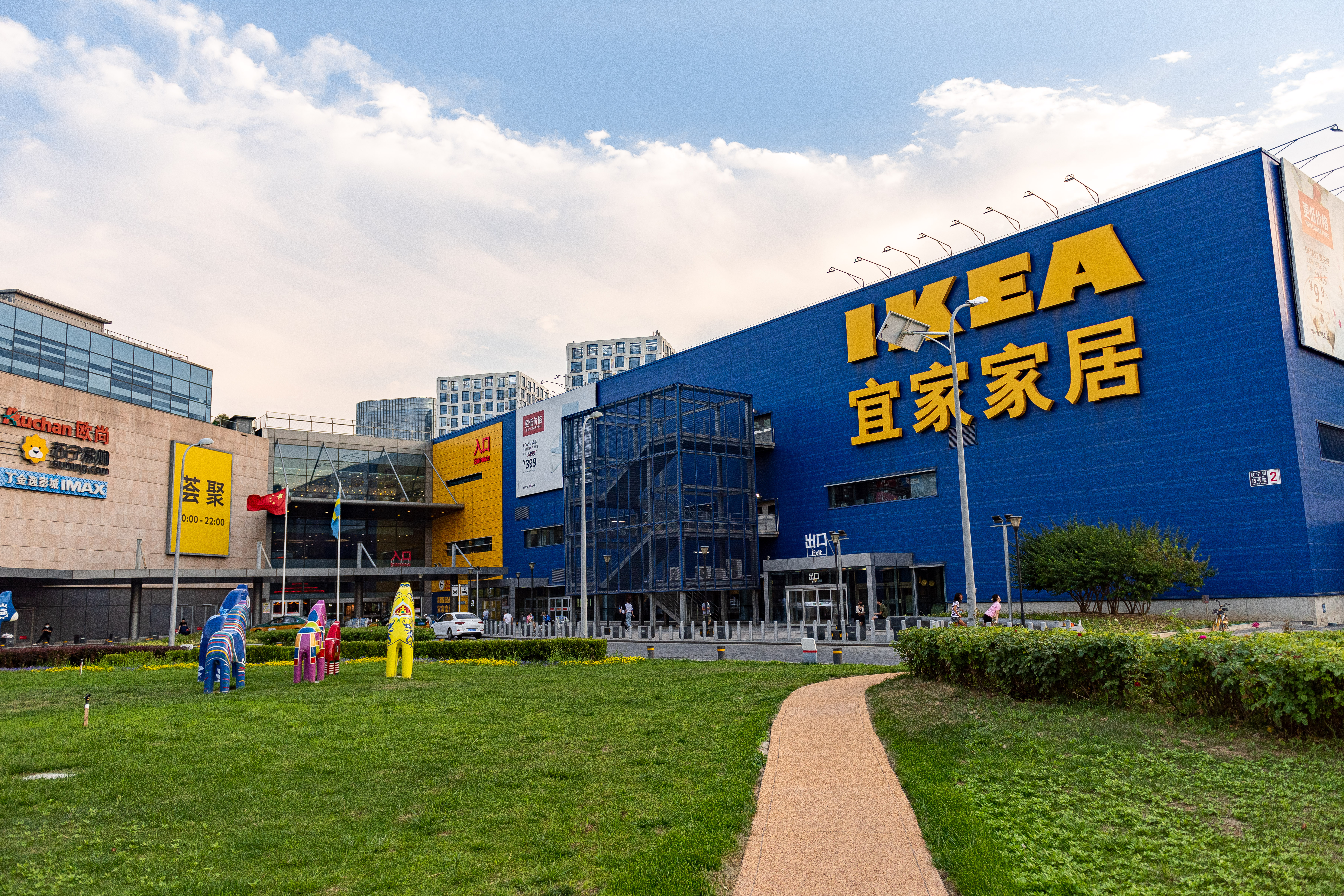
ТЦ IKEA
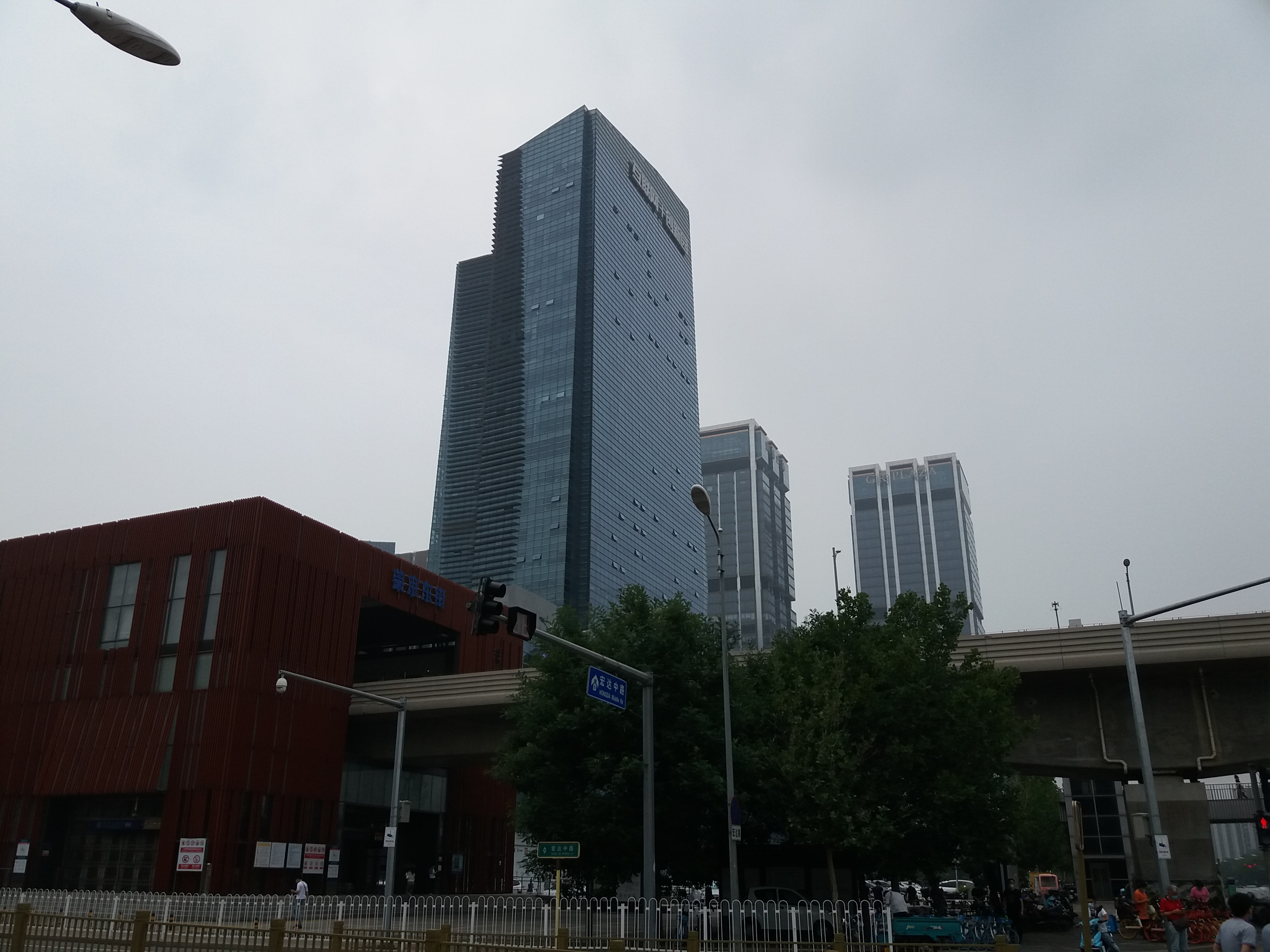
Ичжуан
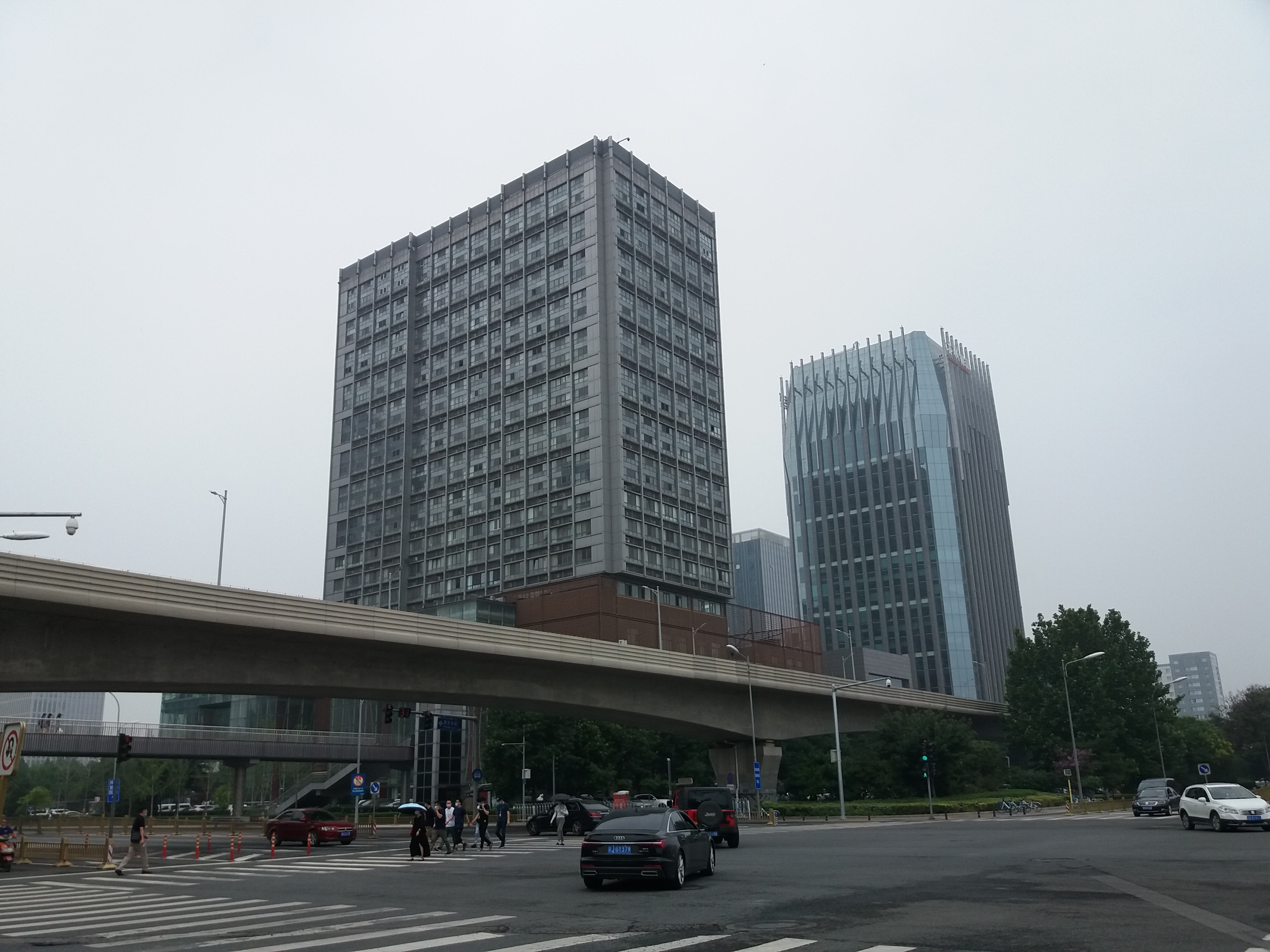
Ичжуан
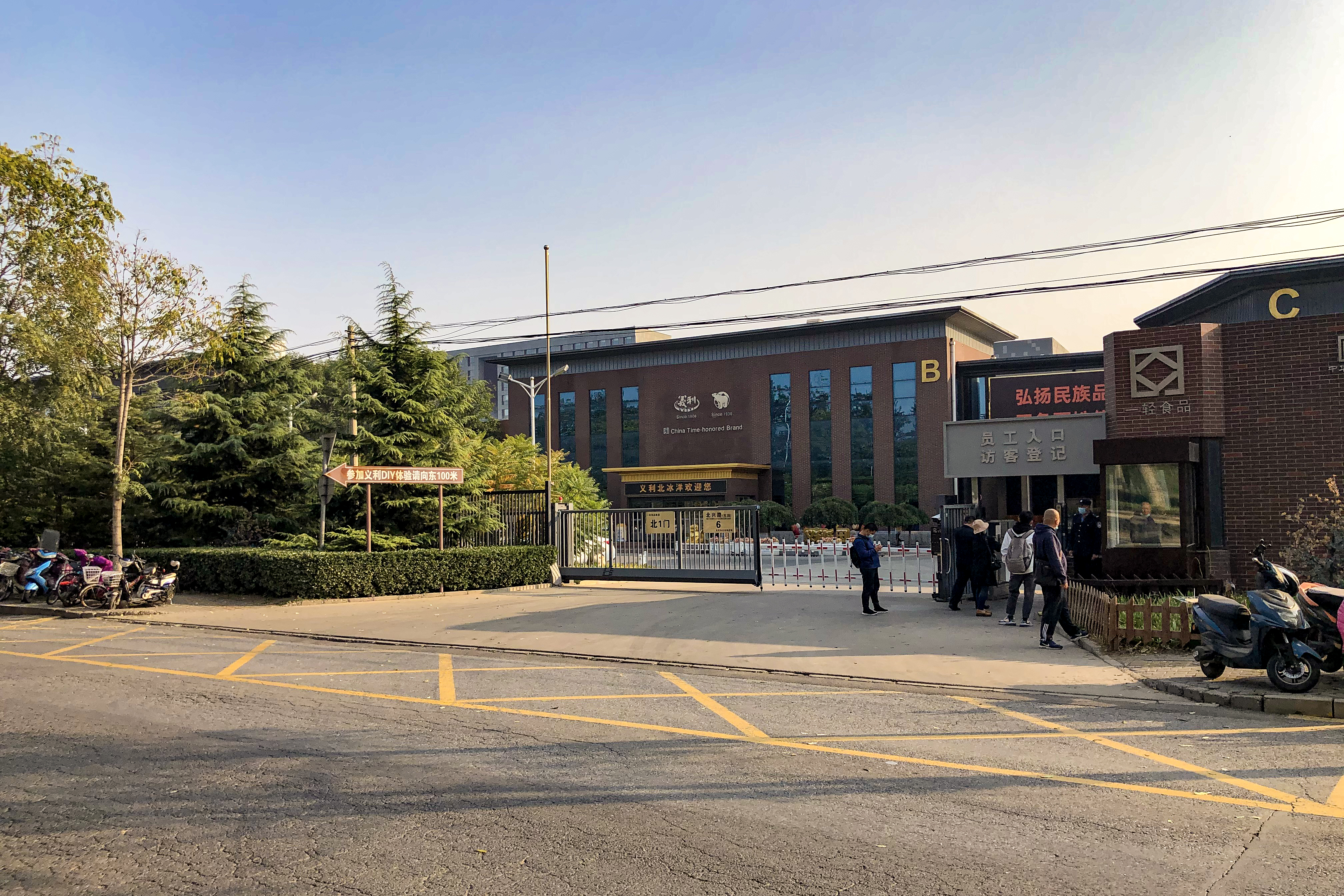
Штаб-квартира Yiqing Holding
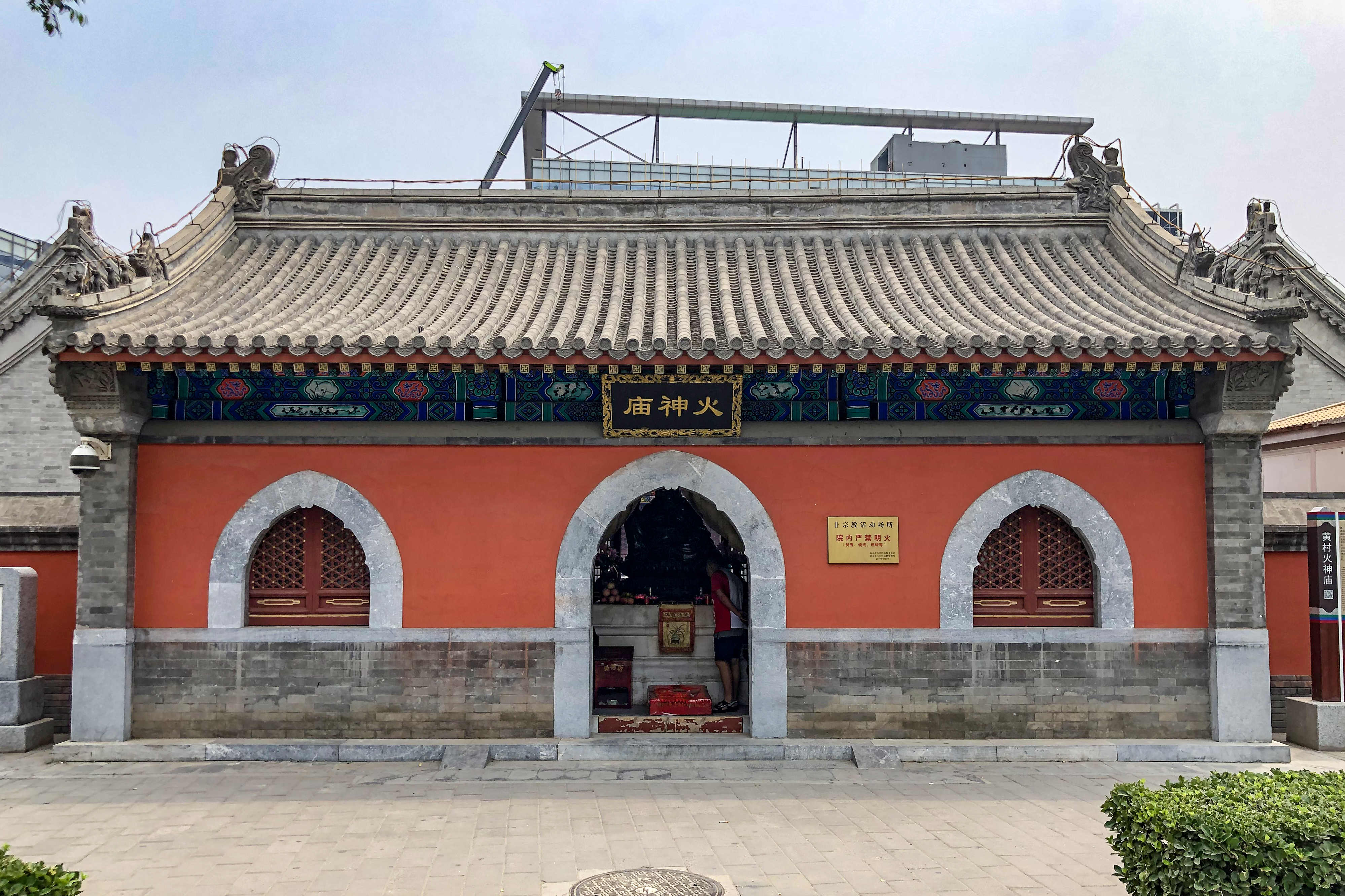
Храм Хуанцунь